# Liste der Gemeinden im Département Moselle

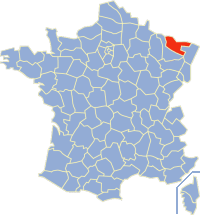
Lage des Départements Moselle

Das französische Département Moselle umfasst 725 Gemeinden in fünf Arrondissements (Stand 1. Januar 2019).
| Code INSEE | PLZ         | Gemeinde                    | Einwohner (Stand 1. Januar 2022) | Fläche in km² | Einwohner je km² | Kanton seit 30. März 2015 Kanton bis 29. März 2015                       | Arrondissement ab 2016 Arrondissement bis 2015 | Gemeindeverband                |
| ---------- | ----------- | --------------------------- | -------------------------------- | ------------- | ---------------- | ------------------------------------------------------------------------ | ---------------------------------------------- | ------------------------------ |
| 57001      | 57920       | Aboncourt                   | 318                              | 5,90          | 56               | Metzervisse                                                              | Thionville Thionville-Est                      | Arc Mosellan                   |
| 57002      | 57590       | Aboncourt-sur-Seille        | 66                               | 3,63          | 19               | Le Saulnois Château-Salins                                               | Sarrebourg-Château-Salins Boulay-Moselle       | Saulnois                       |
| 57003      | 57560       | Abreschviller               | 1427                             | 41,29         | 34               | Phalsbourg Lorquin                                                       | Sarrebourg-Château-Salins Sarrebourg           | Sarrebourg Moselle Sud         |
| 57004      | 57340       | Achain                      | 79                               | 4,79          | 16               | Le Saulnois Château-Salins                                               | Sarrebourg-Château-Salins Boulay-Moselle       | Saulnois                       |
| 57006      | 57412       | Achen                       | 970                              | 12,12         | 82               | Bitche Rohrbach-lès-Bitche                                               | Sarreguemines                                  | Pays de Bitche                 |
| 57007      | 57580       | Adaincourt                  | 134                              | 3,42          | 36               | Faulquemont                                                              | Forbach-Boulay-Moselle Boulay-Moselle          | District Urbain de Faulquemont |
| 57008      | 57380       | Adelange                    | 216                              | 5,81          | 35               | Faulquemont                                                              | Forbach-Boulay-Moselle Boulay-Moselle          | District Urbain de Faulquemont |
| 57009      | 57590       | Ajoncourt                   | 102                              | 3,50          | 30               | Le Saulnois Delme                                                        | Sarrebourg-Château-Salins Boulay-Moselle       | Saulnois                       |
| 57010      | 57590       | Alaincourt-la-Côte          | 168                              | 4,17          | 37               | Le Saulnois Delme                                                        | Sarrebourg-Château-Salins Boulay-Moselle       | Saulnois                       |
| 57011      | 57670       | Albestroff                  | 610                              | 19,30         | 32               | Le Saulnois Albestroff                                                   | Sarrebourg-Château-Salins Boulay-Moselle       | Saulnois                       |
| 57012      | 57440       | Algrange                    | 5928                             | 6,96          | 879              | Algrange                                                                 | Thionville Thionville-Ouest                    | Val de Fensch                  |
| 57013      | 57515       | Alsting                     | 2493                             | 5,73          | 442              | Stiring-Wendel                                                           | Forbach-Boulay-Moselle Forbach                 | Forbach Porte de France        |
| 57014      | 57660       | Altrippe                    | 368                              | 4,88          | 76               | Sarralbe Grostenquin                                                     | Forbach-Boulay-Moselle Forbach                 | Saint-Avold Synergie           |
| 57015      | 57730       | Altviller                   | 531                              | 4,85          | 119              | Saint-Avold Saint-Avold-1                                                | Forbach-Boulay-Moselle Forbach                 | Saint-Avold Synergie           |
| 57016      | 57320       | Alzing                      | 401                              | 4,54          | 86               | Bouzonville                                                              | Forbach-Boulay-Moselle Boulay-Moselle          | Bouzonvillois-Trois Frontières |
| 57017      | 57865       | Amanvillers                 | 2154                             | 9,76          | 215              | Rombas Marange-Silvange                                                  | Metz Metz-Campagne                             | Eurométropole de Metz          |
| 57018      | 57170       | Amelécourt                  | 116                              | 7,56          | 17               | Le Saulnois Château-Salins                                               | Sarrebourg-Château-Salins Boulay-Moselle       | Saulnois                       |
| 57019      | 57360       | Amnéville                   | 10.853                           | 10,46         | 996              | Rombas                                                                   | Metz Metz-Campagne                             | Pays Orne Moselle              |
| 57020      | 57580       | Ancerville                  | 299                              | 5,23          | 58               | Faulquemont Pange                                                        | Metz Metz-Campagne                             | Sud Messin                     |
| 57021      | 57130       | Ancy-Dornot                 | 1474                             | 10,25         | 148              | Les Coteaux de Moselle Ars-sur-Moselle                                   | Metz Metz-Campagne                             | Mad et Moselle                 |
| 57022      | 57440       | Angevillers                 | 1357                             | 8,71          | 144              | Algrange Fontoy                                                          | Thionville Thionville-Ouest                    | Portes de France-Thionville    |
| 57024      | 57640       | Antilly                     | 195                              | 4,74          | 39               | Le Pays messin Vigy                                                      | Metz Metz-Campagne                             | Rives de Moselle               |
| 57025      | 57320       | Anzeling                    | 480                              | 5,92          | 89               | Bouzonville                                                              | Forbach-Boulay-Moselle Boulay-Moselle          | Bouzonvillois-Trois Frontières |
| 57026      | 57480       | Apach                       | 1072                             | 3,35          | 319              | Bouzonville Sierck-les-Bains                                             | Thionville Thionville-Est                      | Bouzonvillois-Trois Frontières |
| 57028      | 57640       | Argancy                     | 1334                             | 11,45         | 117              | Le Pays messin Vigy                                                      | Metz Metz-Campagne                             | Rives de Moselle               |
| 57027      | 57380       | Arraincourt                 | 123                              | 4,74          | 27               | Faulquemont                                                              | Forbach-Boulay-Moselle Boulay-Moselle          | District Urbain de Faulquemont |
| 57029      | 57580       | Arriance                    | 216                              | 6,98          | 31               | Faulquemont                                                              | Forbach-Boulay-Moselle Boulay-Moselle          | District Urbain de Faulquemont |
| 57030      | 57680       | Arry                        | 532                              | 6,88          | 82               | Les Coteaux de Moselle Ars-sur-Moselle                                   | Metz Metz-Campagne                             | Mad et Moselle                 |
| 57031      | 57530       | Ars-Laquenexy               | 938                              | 6,25          | 144              | Le Pays messin Pange                                                     | Metz Metz-Campagne                             | Eurométropole de Metz          |
| 57032      | 57130       | Ars-sur-Moselle             | 4645                             | 11,60         | 406              | Les Coteaux de Moselle Ars-sur-Moselle                                   | Metz Metz-Campagne                             | Eurométropole de Metz          |
| 57033      | 57405       | Arzviller                   | 523                              | 5,21          | 103              | Phalsbourg                                                               | Sarrebourg-Château-Salins Sarrebourg           | Pays de Phalsbourg             |
| 57034      | 57790       | Aspach                      | 37                               | 4,13          | 8                | Phalsbourg Lorquin                                                       | Sarrebourg-Château-Salins Sarrebourg           | Sarrebourg Moselle Sud         |
| 57035      | 57260       | Assenoncourt                | 114                              | 16,69         | 7                | Sarrebourg Réchicourt-le-Château                                         | Sarrebourg-Château-Salins Sarrebourg           | Sarrebourg Moselle Sud         |
| 57036      | 57170       | Attilloncourt               | 99                               | 3,37          | 31               | Le Saulnois Château-Salins                                               | Sarrebourg-Château-Salins Boulay-Moselle       | Saulnois                       |
| 57037      | 57580       | Aube                        | 266                              | 5,31          | 51               | Faulquemont Pange                                                        | Metz Metz-Campagne                             | Sud Messin                     |
| 57038      | 57390       | Audun-le-Tiche              | 7268                             | 15,43         | 457              | Algrange Fontoy                                                          | Thionville Thionville-Ouest                    | Pays Haut Val d’Alzette        |
| 57039      | 57685       | Augny                       | 2127                             | 14,98         | 145              | Les Coteaux de Moselle Montigny-lès-Metz                                 | Metz Metz-Campagne                             | Eurométropole de Metz          |
| 57040      | 57590       | Aulnois-sur-Seille          | 308                              | 5,09          | 55               | Le Saulnois Delme                                                        | Sarrebourg-Château-Salins Boulay-Moselle       | Saulnois                       |
| 57041      | 57710       | Aumetz                      | 2401                             | 10,35         | 227              | Algrange Fontoy                                                          | Thionville Thionville-Ouest                    | Pays Haut Val d’Alzette        |
| 57042      | 57810       | Avricourt                   | 578                              | 10,32         | 57               | Sarrebourg Réchicourt-le-Château                                         | Sarrebourg-Château-Salins Sarrebourg           | Sarrebourg Moselle Sud         |
| 57043      | 57300       | Ay-sur-Moselle              | 1614                             | 4,69          | 313              | Le Pays messin Vigy                                                      | Metz Metz-Campagne                             | Rives de Moselle               |
| 57044      | 57810       | Azoudange                   | 101                              | 15,73         | 8                | Sarrebourg Réchicourt-le-Château                                         | Sarrebourg-Château-Salins Sarrebourg           | Sarrebourg Moselle Sud         |
| 57045      | 57590       | Bacourt                     | 113                              | 3,89          | 28               | Le Saulnois Delme                                                        | Sarrebourg-Château-Salins Boulay-Moselle       | Saulnois                       |
| 57046      | 57230       | Baerenthal                  | 742                              | 39,19         | 19               | Bitche                                                                   | Sarreguemines                                  | Pays de Bitche                 |
| 57047      | 57690       | Bambiderstroff              | 1024                             | 11,05         | 95               | Faulquemont                                                              | Forbach-Boulay-Moselle Boulay-Moselle          | District Urbain de Faulquemont |
| 57048      | 57220       | Bannay                      | 75                               | 4,11          | 18               | Boulay-Moselle                                                           | Forbach-Boulay-Moselle Boulay-Moselle          | Houve-Pays Boulageois          |
| 57050      | 57830       | Barchain                    | 101                              | 1,70          | 66               | Phalsbourg Sarrebourg                                                    | Sarrebourg-Château-Salins Sarrebourg           | Sarrebourg Moselle Sud         |
| 57051      | 57340       | Baronville                  | 369                              | 6,18          | 60               | Sarralbe Grostenquin                                                     | Forbach-Boulay-Moselle Forbach                 | Saint-Avold Synergie           |
| 57052      | 57450       | Barst                       | 571                              | 5,79          | 99               | Freyming-Merlebach                                                       | Forbach-Boulay-Moselle Forbach                 | Freyming-Merlebach             |
| 57287      | 57970       | Basse-Ham                   | 2318                             | 10,05         | 221              | Metzervisse                                                              | Thionville Thionville-Est                      | Portes de France-Thionville    |
| 57574      | 57570       | Basse-Rentgen               | 525                              | 10,46         | 49               | Yutz Cattenom                                                            | Thionville Thionville-Est                      | Cattenom et Environs           |
| 57053      | 57260       | Bassing                     | 107                              | 6,30          | 18               | Le Saulnois Dieuze                                                       | Sarrebourg-Château-Salins Boulay-Moselle       | Saulnois                       |
| 57054      | 57580       | Baudrecourt                 | 176                              | 5,07          | 37               | Le Saulnois Delme                                                        | Sarrebourg-Château-Salins Boulay-Moselle       | Saulnois                       |
| 57055      | 57530       | Bazoncourt                  | 542                              | 13,21         | 41               | Le Pays messin Pange                                                     | Metz Metz-Campagne                             | Haut Chemin-Pays de Pange      |
| 57056      | 57830       | Bébing                      | 189                              | 9,57          | 20               | Sarrebourg                                                               | Sarrebourg-Château-Salins Sarrebourg           | Sarrebourg Moselle Sud         |
| 57057      | 57580       | Béchy                       | 614                              | 9,57          | 64               | Faulquemont Pange                                                        | Metz Metz-Campagne                             | Sud Messin                     |
| 57058      | 57460       | Behren-lès-Forbach          | 6299                             | 5,54          | 1'184            | Stiring-Wendel Behren-lès-Forbach                                        | Forbach-Boulay-Moselle Forbach                 | Forbach Porte de France        |
| 57059      | 57340       | Bellange                    | 57                               | 3,83          | 13               | Le Saulnois Château-Salins                                               | Sarrebourg-Château-Salins Boulay-Moselle       | Saulnois                       |
| 57086      | 57930       | Belles-Forêts               | 231                              | 26,57         | 9                | Sarrebourg Fénétrange                                                    | Sarrebourg-Château-Salins Sarrebourg           | Sarrebourg Moselle Sud         |
| 57060      | 57670       | Bénestroff                  | 518                              | 9,56          | 56               | Le Saulnois Albestroff                                                   | Sarrebourg-Château-Salins Boulay-Moselle       | Saulnois                       |
| 57061      | 57800       | Béning-lès-Saint-Avold      | 1133                             | 3,69          | 312              | Freyming-Merlebach                                                       | Forbach-Boulay-Moselle Forbach                 | Freyming-Merlebach             |
| 57062      | 57570       | Berg-sur-Moselle            | 457                              | 2,91          | 148              | Yutz Cattenom                                                            | Thionville Thionville-Est                      | Cattenom et Environs           |
| 57063      | 57660       | Bérig-Vintrange             | 213                              | 8,52          | 25               | Sarralbe Grostenquin                                                     | Forbach-Boulay-Moselle Forbach                 | Saint-Avold Synergie           |
| 57064      | 57370       | Berling                     | 295                              | 3,15          | 83               | Phalsbourg                                                               | Sarrebourg-Château-Salins Sarrebourg           | Pays de Phalsbourg             |
| 57065      | 57340       | Bermering                   | 201                              | 5,73          | 38               | Le Saulnois Albestroff                                                   | Sarrebourg-Château-Salins Boulay-Moselle       | Saulnois                       |
| 57066      | 57930       | Berthelming                 | 508                              | 10,67         | 48               | Sarrebourg Fénétrange                                                    | Sarrebourg-Château-Salins Sarrebourg           | Sarrebourg Moselle Sud         |
| 57067      | 57310       | Bertrange                   | 2900                             | 6,82          | 411              | Metzervisse                                                              | Thionville Thionville-Est                      | Arc Mosellan                   |
| 57069      | 57550       | Berviller-en-Moselle        | 462                              | 5,52          | 84               | Bouzonville                                                              | Forbach-Boulay-Moselle Boulay-Moselle          | Houve-Pays Boulageois          |
| 57070      | 57220       | Bettange                    | 244                              | 3,73          | 66               | Boulay-Moselle                                                           | Forbach-Boulay-Moselle Boulay-Moselle          | Houve-Pays Boulageois          |
| 57071      | 57930       | Bettborn                    | 397                              | 6,57          | 59               | Sarrebourg Fénétrange                                                    | Sarrebourg-Château-Salins Sarrebourg           | Sarrebourg Moselle Sud         |
| 57072      | 57640       | Bettelainville              | 624                              | 13,71         | 45               | Metzervisse                                                              | Thionville Thionville-Est                      | Arc Mosellan                   |
| 57073      | 57800       | Betting                     | 860                              | 4,45          | 196              | Freyming-Merlebach                                                       | Forbach-Boulay-Moselle Forbach                 | Freyming-Merlebach             |
| 57074      | 57410       | Bettviller                  | 819                              | 18,41         | 45               | Bitche Rohrbach-lès-Bitche                                               | Sarreguemines                                  | Pays de Bitche                 |
| 57075      | 57580       | Beux                        | 297                              | 5,03          | 58               | Faulquemont Pange                                                        | Metz Metz-Campagne                             | Sud Messin                     |
| 57076      | 57570       | Beyren-lès-Sierck           | 528                              | 9,28          | 55               | Yutz Cattenom                                                            | Thionville Thionville-Est                      | Cattenom et Environs           |
| 57077      | 57630       | Bezange-la-Petite           | 94                               | 7,93          | 12               | Le Saulnois Vic-sur-Seille                                               | Sarrebourg-Château-Salins Boulay-Moselle       | Saulnois                       |
| 57079      | 57320       | Bibiche                     | 433                              | 12,52         | 36               | Bouzonville                                                              | Forbach-Boulay-Moselle Boulay-Moselle          | Bouzonvillois-Trois Frontières |
| 57080      | 57635       | Bickenholtz                 | 85                               | 2,46          | 34               | Sarrebourg Fénétrange                                                    | Sarrebourg-Château-Salins Sarrebourg           | Sarrebourg Moselle Sud         |
| 57081      | 57260       | Bidestroff                  | 121                              | 7,95          | 16               | Le Saulnois Dieuze                                                       | Sarrebourg-Château-Salins Boulay-Moselle       | Saulnois                       |
| 57082      | 57660       | Biding                      | 339                              | 6,72          | 49               | Sarralbe Grostenquin                                                     | Forbach-Boulay-Moselle Forbach                 | Saint-Avold Synergie           |
| 57083      | 57410       | Bining                      | 1173                             | 15,91         | 76               | Bitche Rohrbach-lès-Bitche                                               | Sarreguemines                                  | Pays de Bitche                 |
| 57084      | 57170       | Bioncourt                   | 300                              | 8,21          | 37               | Le Saulnois Château-Salins                                               | Sarrebourg-Château-Salins Boulay-Moselle       | Saulnois                       |
| 57085      | 57220       | Bionville-sur-Nied          | 393                              | 8,43          | 46               | Boulay-Moselle                                                           | Forbach-Boulay-Moselle Boulay-Moselle          | Houve-Pays Boulageois          |
| 57087      | 57220       | Bisten-en-Lorraine          | 249                              | 4,48          | 55               | Boulay-Moselle                                                           | Forbach-Boulay-Moselle Boulay-Moselle          | Warndt                         |
| 57088      | 57660       | Bistroff                    | 312                              | 19,28         | 16               | Sarralbe Grostenquin                                                     | Forbach-Boulay-Moselle Forbach                 | Saint-Avold Synergie           |
| 57089      | 57230       | Bitche                      | 4899                             | 41,13         | 120              | Bitche                                                                   | Sarreguemines                                  | Pays de Bitche                 |
| 57090      | 57260       | Blanche-Église              | 105                              | 6,89          | 16               | Le Saulnois Dieuze                                                       | Sarrebourg-Château-Salins Boulay-Moselle       | Saulnois                       |
| 57091      | 57200       | Bliesbruck                  | 976                              | 10,88         | 93               | Sarreguemines Sarreguemines-Campagne                                     | Sarreguemines                                  | Sarreguemines Confluences      |
| 57092      | 57200       | Blies-Ébersing              | 600                              | 5,24          | 118              | Sarreguemines Sarreguemines-Campagne                                     | Sarreguemines                                  | Sarreguemines Confluences      |
| 57093      | 57200       | Blies-Guersviller           | 651                              | 3,60          | 179              | Sarreguemines Sarreguemines-Campagne                                     | Sarreguemines                                  | Sarreguemines Confluences      |
| 57095      | 57220       | Boucheporn                  | 566                              | 6,65          | 87               | Faulquemont Boulay-Moselle                                               | Forbach-Boulay-Moselle Boulay-Moselle          | District Urbain de Faulquemont |
| 57096      | 57655       | Boulange                    | 2431                             | 12,78         | 194              | Algrange Fontoy                                                          | Thionville Thionville-Ouest                    | Pays Haut Val d’Alzette        |
| 57097      | 57220       | Boulay-Moselle              | 5479                             | 19,55         | 285              | Boulay-Moselle                                                           | Forbach-Boulay-Moselle Boulay-Moselle          | Houve-Pays Boulageois          |
| 57099      | 57810       | Bourdonnay                  | 246                              | 17,40         | 13               | Le Saulnois Vic-sur-Seille                                               | Sarrebourg-Château-Salins Boulay-Moselle       | Saulnois                       |
| 57098      | 57260       | Bourgaltroff                | 226                              | 9,75          | 25               | Le Saulnois Dieuze                                                       | Sarrebourg-Château-Salins Boulay-Moselle       | Saulnois                       |
| 57100      | 57370       | Bourscheid                  | 175                              | 3,99          | 44               | Phalsbourg                                                               | Sarrebourg-Château-Salins Sarrebourg           | Pays de Phalsbourg             |
| 57101      | 57460       | Bousbach                    | 1188                             | 5,91          | 211              | Stiring-Wendel Behren-lès-Forbach                                        | Forbach-Boulay-Moselle Forbach                 | Forbach Porte de France        |
| 57102      | 57310       | Bousse                      | 3254                             | 8,81          | 364              | Metzervisse                                                              | Thionville Thionville-Est                      | Arc Mosellan                   |
| 57103      | 57230       | Bousseviller                | 115                              | 4,01          | 31               | Bitche Volmunster                                                        | Sarreguemines                                  | Pays de Bitche                 |
| 57104      | 57570       | Boust                       | 1159                             | 7,01          | 168              | Yutz Cattenom                                                            | Thionville Thionville-Est                      | Cattenom et Environs           |
| 57105      | 57380       | Boustroff                   | 152                              | 3,47          | 43               | Sarralbe Grostenquin                                                     | Forbach-Boulay-Moselle Forbach                 | Saint-Avold Synergie           |
| 57106      | 57320       | Bouzonville                 | 3824                             | 13,90         | 282              | Bouzonville                                                              | Forbach-Boulay-Moselle Boulay-Moselle          | Bouzonvillois-Trois Frontières |
| 57107      | 57340       | Bréhain                     | 100                              | 3,59          | 30               | Le Saulnois Delme                                                        | Sarrebourg-Château-Salins Boulay-Moselle       | Saulnois                       |
| 57108      | 57720       | Breidenbach                 | 310                              | 10,89         | 29               | Bitche Volmunster                                                        | Sarreguemines                                  | Pays de Bitche                 |
| 57109      | 57570       | Breistroff-la-Grande        | 853                              | 10,63         | 72               | Yutz Cattenom                                                            | Thionville Thionville-Est                      | Cattenom et Environs           |
| 57110      | 57320       | Brettnach                   | 430                              | 5,90          | 73               | Bouzonville                                                              | Forbach-Boulay-Moselle Boulay-Moselle          | Bouzonvillois-Trois Frontières |
| 57111      | 57535       | Bronvaux                    | 504                              | 1,57          | 334              | Rombas Marange-Silvange                                                  | Metz Metz-Campagne                             | Pays Orne Moselle              |
| 57112      | 57220       | Brouck                      | 81                               | 2,98          | 29               | Boulay-Moselle                                                           | Forbach-Boulay-Moselle Boulay-Moselle          | Houve-Pays Boulageois          |
| 57113      | 57565       | Brouderdorff                | 971                              | 4,75          | 205              | Phalsbourg Sarrebourg                                                    | Sarrebourg-Château-Salins Sarrebourg           | Sarrebourg Moselle Sud         |
| 57114      | 57635       | Brouviller                  | 420                              | 11,24         | 38               | Phalsbourg                                                               | Sarrebourg-Château-Salins Sarrebourg           | Pays de Phalsbourg             |
| 57115      | 57340       | Brulange                    | 99                               | 5,85          | 16               | Sarralbe Grostenquin                                                     | Forbach-Boulay-Moselle Forbach                 | Saint-Avold Synergie           |
| 57116      | 57420       | Buchy                       | 98                               | 3,58          | 27               | Faulquemont Verny                                                        | Metz Metz-Campagne                             | Sud Messin                     |
| 57117      | 57920       | Buding                      | 567                              | 6,36          | 92               | Metzervisse                                                              | Thionville Thionville-Est                      | Arc Mosellan                   |
| 57118      | 57970       | Budling                     | 160                              | 5,73          | 29               | Metzervisse                                                              | Thionville Thionville-Est                      | Arc Mosellan                   |
| 57119      | 57400       | Buhl-Lorraine               | 1191                             | 11,20         | 106              | Sarrebourg                                                               | Sarrebourg-Château-Salins Sarrebourg           | Sarrebourg Moselle Sud         |
| 57120      | 57170       | Burlioncourt                | 123                              | 7,36          | 17               | Le Saulnois Château-Salins                                               | Sarrebourg-Château-Salins Boulay-Moselle       | Saulnois                       |
| 57121      | 57220       | Burtoncourt                 | 226                              | 5,11          | 41               | Le Pays messin Vigy                                                      | Metz Metz-Campagne                             | Haut Chemin-Pays de Pange      |
| 57122      | 57450       | Cappel                      | 679                              | 5,97          | 115              | Freyming-Merlebach                                                       | Forbach-Boulay-Moselle Forbach                 | Freyming-Merlebach             |
| 57123      | 57490       | Carling                     | 3332                             | 2,67          | 1'279            | Saint-Avold Saint-Avold-2                                                | Forbach-Boulay-Moselle Forbach                 | Saint-Avold Synergie           |
| 57124      | 57570       | Cattenom                    | 2593                             | 25,53         | 103              | Yutz Cattenom                                                            | Thionville Thionville-Est                      | Cattenom et Environs           |
| 57125      | 57365       | Chailly-lès-Ennery          | 404                              | 7,29          | 58               | Le Pays messin Vigy                                                      | Metz Metz-Campagne                             | Rives de Moselle               |
| 57126      | 57170       | Chambrey                    | 317                              | 14,39         | 23               | Le Saulnois Château-Salins                                               | Sarrebourg-Château-Salins Boulay-Moselle       | Saulnois                       |
| 57127      | 57580       | Chanville                   | 149                              | 3,89          | 38               | Faulquemont Pange                                                        | Metz Metz-Campagne                             | Sud Messin                     |
| 57128      | 57220       | Charleville-sous-Bois       | 285                              | 12,82         | 25               | Le Pays messin Vigy                                                      | Metz Metz-Campagne                             | Haut Chemin-Pays de Pange      |
| 57129      | 57640       | Charly-Oradour              | 793                              | 6,77          | 99               | Le Pays messin Vigy                                                      | Metz Metz-Campagne                             | Rives de Moselle               |
| 57130      | 57340       | Château-Bréhain             | 70                               | 6,11          | 12               | Le Saulnois Delme                                                        | Sarrebourg-Château-Salins Boulay-Moselle       | Saulnois                       |
| 57131      | 57320       | Château-Rouge               | 297                              | 4,32          | 66               | Bouzonville                                                              | Forbach-Boulay-Moselle Boulay-Moselle          | Houve-Pays Boulageois          |
| 57132      | 57170       | Château-Salins              | 2294                             | 10,76         | 219              | Le Saulnois Château-Salins                                               | Sarrebourg-Château-Salins Boulay-Moselle       | Saulnois                       |
| 57133      | 57170       | Château-Voué                | 106                              | 7,47          | 13               | Le Saulnois Château-Salins                                               | Sarrebourg-Château-Salins Boulay-Moselle       | Saulnois                       |
| 57134      | 57160       | Châtel-Saint-Germain        | 1869                             | 12,88         | 149              | Les Coteaux de Moselle Ars-sur-Moselle                                   | Metz Metz-Campagne                             | Eurométropole de Metz          |
| 57136      | 57320       | Chémery-les-Deux            | 592                              | 10,03         | 57               | Bouzonville                                                              | Forbach-Boulay-Moselle Boulay-Moselle          | Bouzonvillois-Trois Frontières |
| 57137      | 57420       | Cheminot                    | 824                              | 11,50         | 71               | Faulquemont Verny                                                        | Metz Metz-Campagne                             | Sud Messin                     |
| 57138      | 57580       | Chenois                     | 80                               | 3,62          | 23               | Le Saulnois Delme                                                        | Sarrebourg-Château-Salins Boulay-Moselle       | Saulnois                       |
| 57139      | 57420       | Chérisey                    | 276                              | 5,07          | 57               | Faulquemont Verny                                                        | Metz Metz-Campagne                             | Sud Messin                     |
| 57140      | 57245       | Chesny                      | 557                              | 4,34          | 133              | Le Pays messin Verny                                                     | Metz Metz-Campagne                             | Eurométropole de Metz          |
| 57141      | 57590       | Chicourt                    | 89                               | 5,52          | 16               | Le Saulnois Delme                                                        | Sarrebourg-Château-Salins Boulay-Moselle       | Saulnois                       |
| 57142      | 57070       | Chieulles                   | 413                              | 2,61          | 162              | Le Pays messin Montigny-lès-Metz                                         | Metz Metz-Campagne                             | Eurométropole de Metz          |
| 57143      | 57185       | Clouange                    | 3591                             | 3,01          | 1'121            | Hayange Moyeuvre-Grande                                                  | Thionville Thionville-Ouest                    | Pays Orne Moselle              |
| 57144      | 57800       | Cocheren                    | 3351                             | 5,62          | 601              | Forbach Behren-lès-Forbach                                               | Forbach-Boulay-Moselle Forbach                 | Forbach Porte de France        |
| 57145      | 57530       | Coincy                      | 326                              | 7,15          | 46               | Le Pays messin Pange                                                     | Metz Metz-Campagne                             | Haut Chemin-Pays de Pange      |
| 57146      | 57420       | Coin-lès-Cuvry              | 817                              | 6,65          | 120              | Les Coteaux de Moselle Verny                                             | Metz Metz-Campagne                             | Eurométropole de Metz          |
| 57147      | 57420       | Coin-sur-Seille             | 334                              | 3,31          | 102              | Les Coteaux de Moselle Verny                                             | Metz Metz-Campagne                             | Eurométropole de Metz          |
| 57148      | 57530       | Colligny-Maizery            | 564                              | 6,77          | 84               | Le Pays messin Pange                                                     | Metz Metz-Campagne                             | Haut Chemin-Pays de Pange      |
| 57149      | 57320       | Colmen                      | 207                              | 4,82          | 41               | Bouzonville                                                              | Forbach-Boulay-Moselle Boulay-Moselle          | Bouzonvillois-Trois Frontières |
| 57150      | 57220       | Condé-Northen               | 722                              | 10,92         | 63               | Boulay-Moselle                                                           | Forbach-Boulay-Moselle Boulay-Moselle          | Houve-Pays Boulageois          |
| 57151      | 57340       | Conthil                     | 136                              | 9,31          | 16               | Le Saulnois Château-Salins                                               | Sarrebourg-Château-Salins Boulay-Moselle       | Saulnois                       |
| 57152      | 57480       | Contz-les-Bains             | 524                              | 3,19          | 160              | Bouzonville Sierck-les-Bains                                             | Thionville Thionville-Est                      | Cattenom et Environs           |
| 57153      | 57680       | Corny-sur-Moselle           | 2155                             | 8,20          | 266              | Les Coteaux de Moselle Ars-sur-Moselle                                   | Metz Metz-Campagne                             | Mad et Moselle                 |
| 57154      | 57220       | Coume                       | 601                              | 14,90         | 43               | Boulay-Moselle                                                           | Forbach-Boulay-Moselle Boulay-Moselle          | Houve-Pays Boulageois          |
| 57155      | 57530       | Courcelles-Chaussy          | 3005                             | 19,02         | 158              | Le Pays messin Pange                                                     | Metz Metz-Campagne                             | Haut Chemin-Pays de Pange      |
| 57156      | 57530       | Courcelles-sur-Nied         | 1188                             | 5,06          | 232              | Le Pays messin Pange                                                     | Metz Metz-Campagne                             | Haut Chemin-Pays de Pange      |
| 57158      | 57590       | Craincourt                  | 228                              | 9,06          | 27               | Le Saulnois Delme                                                        | Sarrebourg-Château-Salins Boulay-Moselle       | Saulnois                       |
| 57159      | 57690       | Créhange                    | 3745                             | 10,46         | 370              | Faulquemont                                                              | Forbach-Boulay-Moselle Boulay-Moselle          | District Urbain de Faulquemont |
| 57160      | 57150       | Creutzwald                  | 12.389                           | 26,72         | 488              | Boulay-Moselle Bouzonville                                               | Forbach-Boulay-Moselle Boulay-Moselle          | Warndt                         |
| 57161      | 57260       | Cutting                     | 101                              | 5,62          | 21               | Le Saulnois Dieuze                                                       | Sarrebourg-Château-Salins Boulay-Moselle       | Saulnois                       |
| 57162      | 57420       | Cuvry                       | 1040                             | 5,44          | 159              | Les Coteaux de Moselle Verny                                             | Metz Metz-Campagne                             | Eurométropole de Metz          |
| 57163      | 57850       | Dabo                        | 2367                             | 48,12         | 50               | Phalsbourg                                                               | Sarrebourg-Château-Salins Sarrebourg           | Pays de Phalsbourg             |
| 57165      | 57550       | Dalem                       | 698                              | 7,32          | 94               | Bouzonville                                                              | Forbach-Boulay-Moselle Boulay-Moselle          | Houve-Pays Boulageois          |
| 57166      | 57340       | Dalhain                     | 98                               | 4,83          | 22               | Le Saulnois Château-Salins                                               | Sarrebourg-Château-Salins Boulay-Moselle       | Saulnois                       |
| 57167      | 57320       | Dalstein                    | 378                              | 3,97          | 93               | Bouzonville                                                              | Forbach-Boulay-Moselle Boulay-Moselle          | Bouzonvillois-Trois Frontières |
| 57168      | 57370       | Danne-et-Quatre-Vents       | 671                              | 7,20          | 94               | Phalsbourg                                                               | Sarrebourg-Château-Salins Sarrebourg           | Pays de Phalsbourg             |
| 57169      | 57820       | Dannelbourg                 | 506                              | 2,95          | 168              | Phalsbourg                                                               | Sarrebourg-Château-Salins Sarrebourg           | Pays de Phalsbourg             |
| 57171      | 57590       | Delme                       | 1150                             | 5,09          | 226              | Le Saulnois Delme                                                        | Sarrebourg-Château-Salins Boulay-Moselle       | Saulnois                       |
| 57172      | 57220       | Denting                     | 273                              | 9,67          | 29               | Boulay-Moselle                                                           | Forbach-Boulay-Moselle Boulay-Moselle          | Houve-Pays Boulageois          |
| 57173      | 57930       | Desseling                   | 99                               | 5,05          | 20               | Sarrebourg Fénétrange                                                    | Sarrebourg-Château-Salins Sarrebourg           | Sarrebourg Moselle Sud         |
| 57174      | 57340       | Destry                      | 110                              | 6,93          | 14               | Sarralbe Grostenquin                                                     | Forbach-Boulay-Moselle Forbach                 | Saint-Avold Synergie           |
| 57175      | 57830       | Diane-Capelle               | 244                              | 6,07          | 36               | Sarrebourg                                                               | Sarrebourg-Château-Salins Sarrebourg           | Sarrebourg Moselle Sud         |
| 57176      | 57980       | Diebling                    | 1670                             | 7,84          | 214              | Stiring-Wendel Behren-lès-Forbach                                        | Forbach-Boulay-Moselle Forbach                 | Forbach Porte de France        |
| 57765      | 57890       | Diesen                      | 1029                             | 5,47          | 193              | Saint-Avold Saint-Avold-1                                                | Forbach-Boulay-Moselle Forbach                 | Saint-Avold Synergie           |
| 57177      | 57260       | Dieuze                      | 2792                             | 9,35          | 299              | Le Saulnois Dieuze                                                       | Sarrebourg-Château-Salins Boulay-Moselle       | Saulnois                       |
| 57178      | 57660       | Diffembach-lès-Hellimer     | 361                              | 5,79          | 60               | Sarralbe Grostenquin                                                     | Forbach-Boulay-Moselle Forbach                 | Saint-Avold Synergie           |
| 57179      | 57925       | Distroff                    | 1853                             | 7,93          | 231              | Metzervisse                                                              | Thionville Thionville-Est                      | Arc Mosellan                   |
| 57180      | 57400       | Dolving                     | 341                              | 6,66          | 52               | Sarrebourg Fénétrange                                                    | Sarrebourg-Château-Salins Sarrebourg           | Sarrebourg Moselle Sud         |
| 57181      | 57260       | Domnom-lès-Dieuze           | 97                               | 6,63          | 12               | Le Saulnois Dieuze                                                       | Sarrebourg-Château-Salins Boulay-Moselle       | Saulnois                       |
| 57182      | 57590       | Donjeux                     | 93                               | 3,25          | 30               | Le Saulnois Delme                                                        | Sarrebourg-Château-Salins Boulay-Moselle       | Saulnois                       |
| 57183      | 57810       | Donnelay                    | 190                              | 13,02         | 15               | Le Saulnois Vic-sur-Seille                                               | Sarrebourg-Château-Salins Boulay-Moselle       | Saulnois                       |
| 57186      | 57320       | Ébersviller                 | 963                              | 14,07         | 68               | Bouzonville                                                              | Forbach-Boulay-Moselle Boulay-Moselle          | Bouzonvillois-Trois Frontières |
| 57187      | 57220       | Éblange                     | 363                              | 3,32          | 111              | Boulay-Moselle                                                           | Forbach-Boulay-Moselle Boulay-Moselle          | Houve-Pays Boulageois          |
| 57188      | 57230       | Éguelshardt                 | 443                              | 16,80         | 25               | Bitche                                                                   | Sarreguemines                                  | Pays de Bitche                 |
| 57189      | 57340       | Eincheville                 | 223                              | 6,78          | 33               | Sarralbe Grostenquin                                                     | Forbach-Boulay-Moselle Forbach                 | Saint-Avold Synergie           |
| 57190      | 57690       | Elvange                     | 419                              | 7,12          | 59               | Faulquemont                                                              | Forbach-Boulay-Moselle Boulay-Moselle          | District Urbain de Faulquemont |
| 57191      | 57970       | Elzange                     | 672                              | 4,01          | 176              | Metzervisse                                                              | Thionville Thionville-Est                      | Arc Mosellan                   |
| 57192      | 57415       | Enchenberg                  | 1210                             | 9,73          | 127              | Bitche Rohrbach-lès-Bitche                                               | Sarreguemines                                  | Pays de Bitche                 |
| 57193      | 57365       | Ennery                      | 2313                             | 7,24          | 298              | Le Pays messin Vigy                                                      | Metz Metz-Campagne                             | Rives de Moselle               |
| 57194      | 57330       | Entrange                    | 1202                             | 3,99          | 311              | Yutz Cattenom                                                            | Thionville Thionville-Est                      | Cattenom et Environs           |
| 57195      | 57720       | Epping                      | 566                              | 10,65         | 54               | Bitche Volmunster                                                        | Sarreguemines                                  | Pays de Bitche                 |
| 57196      | 57720       | Erching                     | 418                              | 6,76          | 62               | Bitche Volmunster                                                        | Sarreguemines                                  | Pays de Bitche                 |
| 57197      | 57510       | Ernestviller                | 506                              | 4,44          | 116              | Sarralbe                                                                 | Sarreguemines                                  | Sarreguemines Confluences      |
| 57198      | 57660       | Erstroff                    | 189                              | 5,05          | 38               | Sarralbe Grostenquin                                                     | Forbach-Boulay-Moselle Forbach                 | Saint-Avold Synergie           |
| 57199      | 57330       | Escherange                  | 697                              | 13,18         | 52               | Yutz Cattenom                                                            | Thionville Thionville-Est                      | Cattenom et Environs           |
| 57201      | 57412       | Etting                      | 714                              | 7,06          | 103              | Bitche Rohrbach-lès-Bitche                                               | Sarreguemines                                  | Pays de Bitche                 |
| 57202      | 57460       | Etzling                     | 1135                             | 4,94          | 235              | Stiring-Wendel                                                           | Forbach-Boulay-Moselle Forbach                 | Forbach Porte de France        |
| 57203      | 57570       | Évrange                     | 227                              | 2,25          | 101              | Yutz Cattenom                                                            | Thionville Thionville-Est                      | Cattenom et Environs           |
| 57204      | 57640       | Failly                      | 542                              | 6,74          | 79               | Le Pays messin Vigy                                                      | Metz Metz-Campagne                             | Haut Chemin-Pays de Pange      |
| 57205      | 57550       | Falck                       | 2516                             | 6,07          | 413              | Bouzonville                                                              | Forbach-Boulay-Moselle Boulay-Moselle          | Houve-Pays Boulageois          |
| 57206      | 57290       | Fameck                      | 14.759                           | 12,45         | 1'160            | Fameck                                                                   | Thionville Thionville-Ouest                    | Val de Fensch                  |
| 57207      | 57450       | Farébersviller              | 5226                             | 6,88          | 798              | Freyming-Merlebach                                                       | Forbach-Boulay-Moselle Forbach                 | Freyming-Merlebach             |
| 57208      | 57450       | Farschviller                | 1325                             | 11,25         | 120              | Stiring-Wendel Behren-lès-Forbach                                        | Forbach-Boulay-Moselle Forbach                 | Forbach Porte de France        |
| 57209      | 57380       | Faulquemont                 | 5154                             | 18,79         | 274              | Faulquemont                                                              | Forbach-Boulay-Moselle Boulay-Moselle          | District Urbain de Faulquemont |
| 57210      | 57930       | Fénétrange                  | 648                              | 14,49         | 47               | Sarrebourg Fénétrange                                                    | Sarrebourg-Château-Salins Sarrebourg           | Sarrebourg Moselle Sud         |
| 57211      | 57280       | Fèves                       | 1196                             | 4,80          | 246              | Rombas Marange-Silvange                                                  | Metz Metz-Campagne                             | Rives de Moselle               |
| 57212      | 57420       | Féy                         | 741                              | 5,66          | 129              | Les Coteaux de Moselle Verny                                             | Metz Metz-Campagne                             | Eurométropole de Metz          |
| 57213      | 57320       | Filstroff                   | 774                              | 16,76         | 46               | Bouzonville                                                              | Forbach-Boulay-Moselle Boulay-Moselle          | Bouzonvillois-Trois Frontières |
| 57214      | 57570       | Fixem                       | 399                              | 3,53          | 117              | Yutz Cattenom                                                            | Thionville Thionville-Est                      | Cattenom et Environs           |
| 57215      | 57320       | Flastroff                   | 371                              | 8,38          | 39               | Bouzonville Sierck-les-Bains                                             | Thionville Thionville-Est                      | Bouzonvillois-Trois Frontières |
| 57216      | 57635       | Fleisheim                   | 138                              | 4,11          | 35               | Sarrebourg Fénétrange                                                    | Sarrebourg-Château-Salins Sarrebourg           | Sarrebourg Moselle Sud         |
| 57217      | 57690       | Flétrange                   | 876                              | 6,07          | 148              | Faulquemont                                                              | Forbach-Boulay-Moselle Boulay-Moselle          | District Urbain de Faulquemont |
| 57218      | 57420       | Fleury                      | 1284                             | 9,71          | 132              | Faulquemont Verny                                                        | Metz Metz-Campagne                             | Sud Messin                     |
| 57219      | 57365       | Flévy                       | 588                              | 11,58         | 47               | Le Pays messin Vigy                                                      | Metz Metz-Campagne                             | Rives de Moselle               |
| 57220      | 57580       | Flocourt                    | 129                              | 4,53          | 26               | Faulquemont Pange                                                        | Metz Metz-Campagne                             | Sud Messin                     |
| 57221      | 57190       | Florange                    | 11.891                           | 13,15         | 910              | Fameck Florange                                                          | Thionville Thionville-Ouest                    | Val de Fensch                  |
| 57222      | 57600       | Folkling                    | 1392                             | 11,87         | 112              | Stiring-Wendel Behren-lès-Forbach                                        | Forbach-Boulay-Moselle Forbach                 | Forbach Porte de France        |
| 57224      | 57730       | Folschviller                | 3937                             | 9,46          | 417              | Saint-Avold Saint-Avold-1                                                | Forbach-Boulay-Moselle Forbach                 | Saint-Avold Synergie           |
| 57225      | 57590       | Fonteny                     | 141                              | 15,70         | 9                | Le Saulnois Delme                                                        | Sarrebourg-Château-Salins Boulay-Moselle       | Saulnois                       |
| 57226      | 57650       | Fontoy                      | 3163                             | 16,88         | 183              | Algrange Fontoy                                                          | Thionville Thionville-Ouest                    | Portes de France-Thionville    |
| 57227      | 57600       | Forbach                     | 21.111                           | 16,32         | 1'323            | Forbach Stiring-Wendel                                                   | Forbach-Boulay-Moselle Forbach                 | Forbach Porte de France        |
| 57228      | 57590       | Fossieux                    | 186                              | 5,06          | 40               | Le Saulnois Delme                                                        | Sarrebourg-Château-Salins Boulay-Moselle       | Saulnois                       |
| 57229      | 57830       | Foulcrey                    | 157                              | 12,34         | 13               | Sarrebourg Réchicourt-le-Château                                         | Sarrebourg-Château-Salins Sarrebourg           | Sarrebourg Moselle Sud         |
| 57230      | 57220       | Fouligny                    | 192                              | 5,96          | 33               | Faulquemont                                                              | Forbach-Boulay-Moselle Boulay-Moselle          | District Urbain de Faulquemont |
| 57231      | 57420       | Foville                     | 103                              | 3,45          | 29               | Le Saulnois Verny                                                        | Metz Metz-Campagne                             | Sud Messin                     |
| 57232      | 57670       | Francaltroff                | 759                              | 12,46         | 62               | Le Saulnois Albestroff                                                   | Sarrebourg-Château-Salins Boulay-Moselle       | Saulnois                       |
| 57233      | 57790       | Fraquelfing                 | 84                               | 4,44          | 19               | Phalsbourg Lorquin                                                       | Sarrebourg-Château-Salins Sarrebourg           | Sarrebourg Moselle Sud         |
| 57234      | 57200       | Frauenberg                  | 602                              | 2,75          | 217              | Sarreguemines Sarreguemines-Campagne                                     | Sarreguemines                                  | Sarreguemines Confluences      |
| 57235      | 57320       | Freistroff                  | 1010                             | 14,67         | 71               | Bouzonville                                                              | Forbach-Boulay-Moselle Boulay-Moselle          | Bouzonvillois-Trois Frontières |
| 57236      | 57590       | Frémery                     | 88                               | 4,39          | 19               | Le Saulnois Delme                                                        | Sarrebourg-Château-Salins Boulay-Moselle       | Saulnois                       |
| 57237      | 57660       | Frémestroff                 | 304                              | 5,51          | 55               | Sarralbe Grostenquin                                                     | Forbach-Boulay-Moselle Forbach                 | Saint-Avold Synergie           |
| 57238      | 57170       | Fresnes-en-Saulnois         | 197                              | 12,89         | 15               | Le Saulnois Château-Salins                                               | Sarrebourg-Château-Salins Boulay-Moselle       | Saulnois                       |
| 57239      | 57660       | Freybouse                   | 428                              | 5,87          | 74               | Sarralbe Grostenquin                                                     | Forbach-Boulay-Moselle Forbach                 | Saint-Avold Synergie           |
| 57240      | 57800       | Freyming-Merlebach          | 13.069                           | 9,06          | 1'405            | Freyming-Merlebach                                                       | Forbach-Boulay-Moselle Forbach                 | Freyming-Merlebach             |
| 57241      | 57810       | Fribourg                    | 163                              | 17,42         | 10               | Sarrebourg Réchicourt-le-Château                                         | Sarrebourg-Château-Salins Sarrebourg           | Sarrebourg Moselle Sud         |
| 57242      | 57175       | Gandrange                   | 3006                             | 4,08          | 742              | Hayange Moyeuvre-Grande                                                  | Thionville Thionville-Ouest                    | Rives de Moselle               |
| 57244      | 57820       | Garrebourg                  | 486                              | 8,34          | 59               | Phalsbourg                                                               | Sarrebourg-Château-Salins Sarrebourg           | Pays de Phalsbourg             |
| 57245      | 57570       | Gavisse                     | 591                              | 4,15          | 137              | Yutz Cattenom                                                            | Thionville Thionville-Est                      | Cattenom et Environs           |
| 57246      | 57260       | Gelucourt                   | 213                              | 12,34         | 17               | Le Saulnois Dieuze                                                       | Sarrebourg-Château-Salins Boulay-Moselle       | Saulnois                       |
| 57247      | 57170       | Gerbécourt                  | 80                               | 2,95          | 27               | Le Saulnois Château-Salins                                               | Sarrebourg-Château-Salins Boulay-Moselle       | Saulnois                       |
| 57248      | 57670       | Givrycourt                  | 92                               | 2,77          | 31               | Le Saulnois Albestroff                                                   | Sarrebourg-Château-Salins Boulay-Moselle       | Saulnois                       |
| 57249      | 57530       | Glatigny                    | 259                              | 6,23          | 42               | Le Pays messin Vigy                                                      | Metz Metz-Campagne                             | Haut Chemin-Pays de Pange      |
| 57250      | 57620       | Goetzenbruck                | 1464                             | 8,12          | 184              | Bitche                                                                   | Sarreguemines                                  | Pays de Bitche                 |
| 57251      | 57420       | Goin                        | 352                              | 9,07          | 37               | Faulquemont Verny                                                        | Metz Metz-Campagne                             | Sud Messin                     |
| 57252      | 57220       | Gomelange                   | 472                              | 9,40          | 51               | Boulay-Moselle                                                           | Forbach-Boulay-Moselle Boulay-Moselle          | Houve-Pays Boulageois          |
| 57253      | 57815       | Gondrexange                 | 504                              | 22,88         | 22               | Sarrebourg Réchicourt-le-Château                                         | Sarrebourg-Château-Salins Sarrebourg           | Sarrebourg Moselle Sud         |
| 57254      | 57680       | Gorze                       | 1133                             | 17,94         | 64               | Les Coteaux de Moselle Ars-sur-Moselle                                   | Metz Metz-Campagne                             | Mad et Moselle                 |
| 57255      | 57930       | Gosselming                  | 571                              | 10,15         | 57               | Sarrebourg Fénétrange                                                    | Sarrebourg-Château-Salins Sarrebourg           | Sarrebourg Moselle Sud         |
| 57256      | 57130       | Gravelotte                  | 813                              | 5,66          | 146              | Les Coteaux de Moselle Ars-sur-Moselle                                   | Metz Metz-Campagne                             | Eurométropole de Metz          |
| 57257      | 57170       | Grémecey                    | 100                              | 9,04          | 12               | Le Saulnois Château-Salins                                               | Sarrebourg-Château-Salins Boulay-Moselle       | Saulnois                       |
| 57258      | 57660       | Gréning                     | 112                              | 2,78          | 42               | Sarralbe Grostenquin                                                     | Forbach-Boulay-Moselle Forbach                 | Saint-Avold Synergie           |
| 57259      | 57480       | Grindorff-Bizing            | 311                              | 6,86          | 47               | Bouzonville Sierck-les-Bains                                             | Thionville Thionville-Est                      | Bouzonvillois-Trois Frontières |
| 57260      | 57520       | Grosbliederstroff           | 3322                             | 13,07         | 252              | Sarreguemines Sarreguemines-Campagne                                     | Sarreguemines                                  | Sarreguemines Confluences      |
| 57261      | 57410       | Gros-Réderching             | 1273                             | 15,73         | 86               | Bitche Rohrbach-lès-Bitche                                               | Sarreguemines                                  | Pays de Bitche                 |
| 57262      | 57660       | Grostenquin                 | 620                              | 21,77         | 30               | Sarralbe Grostenquin                                                     | Forbach-Boulay-Moselle Forbach                 | Saint-Avold Synergie           |
| 57263      | 57510       | Grundviller                 | 661                              | 6,27          | 102              | Sarralbe Sarreguemines-Campagne                                          | Sarreguemines                                  | Sarreguemines Confluences      |
| 57264      | 57510       | Guebenhouse                 | 415                              | 4,46          | 92               | Sarralbe Sarreguemines-Campagne                                          | Sarreguemines                                  | Sarreguemines Confluences      |
| 57265      | 57260       | Guébestroff                 | 60                               | 3,81          | 15               | Le Saulnois Dieuze                                                       | Sarrebourg-Château-Salins Boulay-Moselle       | Saulnois                       |
| 57266      | 57260       | Guéblange-lès-Dieuze        | 148                              | 4,89          | 31               | Le Saulnois Dieuze                                                       | Sarrebourg-Château-Salins Boulay-Moselle       | Saulnois                       |
| 57268      | 57260       | Guébling                    | 125                              | 6,86          | 18               | Le Saulnois Dieuze                                                       | Sarrebourg-Château-Salins Boulay-Moselle       | Saulnois                       |
| 57269      | 57310       | Guénange                    | 7922                             | 8,35          | 905              | Metzervisse                                                              | Thionville Thionville-Est                      | Arc Mosellan                   |
| 57271      | 57470       | Guenviller                  | 681                              | 4,74          | 141              | Freyming-Merlebach                                                       | Forbach-Boulay-Moselle Forbach                 | Freyming-Merlebach             |
| 57272      | 57260       | Guermange                   | 93                               | 17,64         | 5                | Sarrebourg Réchicourt-le-Château                                         | Sarrebourg-Château-Salins Sarrebourg           | Sarrebourg Moselle Sud         |
| 57273      | 57320       | Guerstling                  | 367                              | 4,42          | 89               | Bouzonville                                                              | Forbach-Boulay-Moselle Boulay-Moselle          | Bouzonvillois-Trois Frontières |
| 57274      | 57880       | Guerting                    | 870                              | 5,64          | 152              | Boulay-Moselle                                                           | Forbach-Boulay-Moselle Boulay-Moselle          | Warndt                         |
| 57275      | 57380       | Guessling-Hémering          | 924                              | 10,06         | 91               | Sarralbe Grostenquin                                                     | Forbach-Boulay-Moselle Forbach                 | Saint-Avold Synergie           |
| 57276      | 57690       | Guinglange                  | 328                              | 10,38         | 32               | Faulquemont                                                              | Forbach-Boulay-Moselle Boulay-Moselle          | District Urbain de Faulquemont |
| 57277      | 57220       | Guinkirchen                 | 143                              | 5,15          | 29               | Boulay-Moselle                                                           | Forbach-Boulay-Moselle Boulay-Moselle          | Houve-Pays Boulageois          |
| 57278      | 57670       | Guinzeling                  | 62                               | 4,83          | 14               | Le Saulnois Albestroff                                                   | Sarrebourg-Château-Salins Boulay-Moselle       | Saulnois                       |
| 57280      | 57405       | Guntzviller                 | 356                              | 5,39          | 69               | Phalsbourg                                                               | Sarrebourg-Château-Salins Sarrebourg           | Pays de Phalsbourg             |
| 57281      | 57340       | Haboudange                  | 231                              | 10,50         | 23               | Le Saulnois Château-Salins                                               | Sarrebourg-Château-Salins Boulay-Moselle       | Saulnois                       |
| 57282      | 57570       | Hagen                       | 369                              | 3,51          | 102              | Yutz Cattenom                                                            | Thionville Thionville-Est                      | Cattenom et Environs           |
| 57283      | 57300       | Hagondange                  | 9300                             | 5,50          | 1'689            | Le Sillon mosellan Maizières-lès-Metz                                    | Metz Metz-Campagne                             | Rives de Moselle               |
| 57284      | 57690       | Hallering                   | 104                              | 3,55          | 32               | Faulquemont                                                              | Forbach-Boulay-Moselle Boulay-Moselle          | District Urbain de Faulquemont |
| 57286      | 57480       | Halstroff                   | 296                              | 10,78         | 28               | Bouzonville Sierck-les-Bains                                             | Thionville Thionville-Est                      | Bouzonvillois-Trois Frontières |
| 57289      | 57910       | Hambach                     | 2787                             | 17,60         | 163              | Sarreguemines Sarreguemines-Campagne                                     | Sarreguemines                                  | Sarreguemines Confluences      |
| 57290      | 57170       | Hampont                     | 167                              | 11,23         | 16               | Le Saulnois Château-Salins                                               | Sarrebourg-Château-Salins Boulay-Moselle       | Saulnois                       |
| 57288      | 57880       | Ham-sous-Varsberg           | 2889                             | 6,53          | 436              | Boulay-Moselle                                                           | Forbach-Boulay-Moselle Boulay-Moselle          | Warndt                         |
| 57291      | 57370       | Hangviller                  | 261                              | 4,52          | 58               | Phalsbourg                                                               | Sarrebourg-Château-Salins Sarrebourg           | Pays de Phalsbourg             |
| 57292      | 57590       | Hannocourt                  | 15                               | 4,21          | 5                | Le Saulnois Delme                                                        | Sarrebourg-Château-Salins Boulay-Moselle       | Saulnois                       |
| 57293      | 57580       | Han-sur-Nied                | 251                              | 2,02          | 128              | Faulquemont                                                              | Forbach-Boulay-Moselle Boulay-Moselle          | District Urbain de Faulquemont |
| 57294      | 57230       | Hanviller                   | 189                              | 8,66          | 23               | Bitche                                                                   | Sarreguemines                                  | Pays de Bitche                 |
| 57295      | 57630       | Haraucourt-sur-Seille       | 109                              | 8,08          | 13               | Le Saulnois Château-Salins                                               | Sarrebourg-Château-Salins Boulay-Moselle       | Saulnois                       |
| 57296      | 57550       | Hargarten-aux-Mines         | 1083                             | 5,51          | 199              | Bouzonville                                                              | Forbach-Boulay-Moselle Boulay-Moselle          | Houve-Pays Boulageois          |
| 57297      | 57340       | Harprich                    | 186                              | 8,78          | 21               | Sarralbe Grostenquin                                                     | Forbach-Boulay-Moselle Forbach                 | Saint-Avold Synergie           |
| 57298      | 57870       | Harreberg                   | 365                              | 6,34          | 60               | Phalsbourg Sarrebourg                                                    | Sarrebourg-Château-Salins Sarrebourg           | Sarrebourg Moselle Sud         |
| 57299      | 57870       | Hartzviller                 | 939                              | 4,14          | 221              | Phalsbourg Sarrebourg                                                    | Sarrebourg-Château-Salins Sarrebourg           | Sarrebourg Moselle Sud         |
| 57300      | 57850       | Haselbourg                  | 297                              | 6,11          | 54               | Phalsbourg                                                               | Sarrebourg-Château-Salins Sarrebourg           | Pays de Phalsbourg             |
| 57301      | 57230       | Haspelschiedt               | 292                              | 25,20         | 12               | Bitche                                                                   | Sarreguemines                                  | Pays de Bitche                 |
| 57302      | 57790       | Hattigny                    | 220                              | 13,14         | 14               | Phalsbourg Lorquin                                                       | Sarrebourg-Château-Salins Sarrebourg           | Sarrebourg Moselle Sud         |
| 57303      | 57280       | Hauconcourt                 | 589                              | 7,90          | 76               | Le Sillon mosellan Maizières-lès-Metz                                    | Metz Metz-Campagne                             | Rives de Moselle               |
| 57304      | 57400       | Haut-Clocher                | 349                              | 11,44         | 31               | Sarrebourg                                                               | Sarrebourg-Château-Salins Sarrebourg           | Sarrebourg Moselle Sud         |
| 57371      | 57480       | Haute-Kontz                 | 550                              | 6,41          | 91               | Bouzonville Sierck-les-Bains                                             | Thionville Thionville-Est                      | Cattenom et Environs           |
| 57714      | 57690       | Haute-Vigneulles            | 450                              | 9,53          | 45               | Faulquemont                                                              | Forbach-Boulay-Moselle Boulay-Moselle          | District Urbain de Faulquemont |
| 57305      | 57650       | Havange                     | 451                              | 9,65          | 47               | Algrange Fontoy                                                          | Thionville Thionville-Ouest                    | Portes de France-Thionville    |
| 57306      | 57700       | Hayange                     | 16.013                           | 12,21         | 1'311            | Hayange                                                                  | Thionville Thionville-Ouest                    | Val de Fensch                  |
| 57307      | 57530       | Hayes                       | 257                              | 11,99         | 21               | Le Pays messin Vigy                                                      | Metz Metz-Campagne                             | Haut Chemin-Pays de Pange      |
| 57308      | 57430       | Hazembourg                  | 155                              | 1,72          | 87               | Sarralbe                                                                 | Sarreguemines                                  | Sarreguemines Confluences      |
| 57309      | 57320       | Heining-lès-Bouzonville     | 485                              | 6,03          | 80               | Bouzonville                                                              | Forbach-Boulay-Moselle Boulay-Moselle          | Bouzonvillois-Trois Frontières |
| 57310      | 57930       | Hellering-lès-Fénétrange    | 188                              | 4,05          | 47               | Sarrebourg Fénétrange                                                    | Sarrebourg-Château-Salins Sarrebourg           | Sarrebourg Moselle Sud         |
| 57311      | 57660       | Hellimer                    | 517                              | 10,42         | 51               | Sarralbe Grostenquin                                                     | Forbach-Boulay-Moselle Forbach                 | Saint-Avold Synergie           |
| 57312      | 57220       | Helstroff                   | 484                              | 7,91          | 64               | Boulay-Moselle                                                           | Forbach-Boulay-Moselle Boulay-Moselle          | Houve-Pays Boulageois          |
| 57313      | 57690       | Hémilly                     | 143                              | 14,04         | 10               | Faulquemont                                                              | Forbach-Boulay-Moselle Boulay-Moselle          | District Urbain de Faulquemont |
| 57314      | 57830       | Héming                      | 495                              | 3,69          | 134              | Phalsbourg Lorquin                                                       | Sarrebourg-Château-Salins Sarrebourg           | Sarrebourg Moselle Sud         |
| 57315      | 57820       | Henridorff                  | 705                              | 7,31          | 97               | Phalsbourg                                                               | Sarrebourg-Château-Salins Sarrebourg           | Pays de Phalsbourg             |
| 57316      | 57450       | Henriville                  | 753                              | 3,95          | 188              | Freyming-Merlebach                                                       | Forbach-Boulay-Moselle Forbach                 | Freyming-Merlebach             |
| 57317      | 57635       | Hérange                     | 104                              | 2,73          | 40               | Phalsbourg                                                               | Sarrebourg-Château-Salins Sarrebourg           | Pays de Phalsbourg             |
| 57318      | 57790       | Hermelange                  | 215                              | 2,58          | 83               | Phalsbourg Lorquin                                                       | Sarrebourg-Château-Salins Sarrebourg           | Sarrebourg Moselle Sud         |
| 57319      | 57580       | Herny                       | 519                              | 9,64          | 54               | Faulquemont                                                              | Forbach-Boulay-Moselle Boulay-Moselle          | District Urbain de Faulquemont |
| 57320      | 57830       | Hertzing                    | 178                              | 1,54          | 119              | Sarrebourg Réchicourt-le-Château                                         | Sarrebourg-Château-Salins Sarrebourg           | Sarrebourg Moselle Sud         |
| 57321      | 57400       | Hesse                       | 552                              | 12,85         | 44               | Phalsbourg Sarrebourg                                                    | Sarrebourg-Château-Salins Sarrebourg           | Sarrebourg Moselle Sud         |
| 57322      | 57320       | Hestroff                    | 479                              | 7,43          | 63               | Bouzonville                                                              | Forbach-Boulay-Moselle Boulay-Moselle          | Bouzonvillois-Trois Frontières |
| 57323      | 57330       | Hettange-Grande             | 7768                             | 16,27         | 478              | Yutz Cattenom                                                            | Thionville Thionville-Est                      | Cattenom et Environs           |
| 57324      | 57400       | Hilbesheim                  | 615                              | 7,52          | 82               | Sarrebourg Fénétrange                                                    | Sarrebourg-Château-Salins Sarrebourg           | Sarrebourg Moselle Sud         |
| 57325      | 57510       | Hilsprich                   | 840                              | 10,34         | 80               | Sarralbe                                                                 | Sarreguemines                                  | Sarreguemines Confluences      |
| 57326      | 57220       | Hinckange                   | 328                              | 6,07          | 55               | Boulay-Moselle                                                           | Forbach-Boulay-Moselle Boulay-Moselle          | Houve-Pays Boulageois          |
| 57328      | 57380       | Holacourt                   | 91                               | 2,92          | 30               | Faulquemont                                                              | Forbach-Boulay-Moselle Boulay-Moselle          | District Urbain de Faulquemont |
| 57329      | 57220       | Holling                     | 443                              | 4,86          | 89               | Bouzonville Boulay-Moselle                                               | Forbach-Boulay-Moselle Boulay-Moselle          | Bouzonvillois-Trois Frontières |
| 57330      | 57510       | Holving                     | 1265                             | 10,75         | 119              | Sarralbe                                                                 | Sarreguemines                                  | Sarreguemines Confluences      |
| 57331      | 57920       | Hombourg-Budange            | 544                              | 15,44         | 35               | Metzervisse                                                              | Thionville Thionville-Est                      | Arc Mosellan                   |
| 57332      | 57470       | Hombourg-Haut               | 6122                             | 12,25         | 513              | Freyming-Merlebach Saint-Avold-2                                         | Forbach-Boulay-Moselle Forbach                 | Freyming-Merlebach             |
| 57333      | 57405       | Hommarting                  | 831                              | 10,19         | 81               | Sarrebourg                                                               | Sarrebourg-Château-Salins Sarrebourg           | Sarrebourg Moselle Sud         |
| 57334      | 57870       | Hommert                     | 309                              | 3,49          | 93               | Phalsbourg Sarrebourg                                                    | Sarrebourg-Château-Salins Sarrebourg           | Sarrebourg Moselle Sud         |
| 57335      | 57670       | Honskirch                   | 213                              | 6,55          | 34               | Le Saulnois Albestroff                                                   | Sarrebourg-Château-Salins Boulay-Moselle       | Saulnois                       |
| 57337      | 57510       | Hoste                       | 572                              | 9,47          | 63               | Freyming-Merlebach                                                       | Forbach-Boulay-Moselle Forbach                 | Freyming-Merlebach             |
| 57338      | 57720       | Hottviller                  | 505                              | 8,36          | 62               | Bitche Volmunster                                                        | Sarreguemines                                  | Pays de Bitche                 |
| 57339      | 57820       | Hultehouse                  | 362                              | 4,58          | 80               | Phalsbourg                                                               | Sarrebourg-Château-Salins Sarrebourg           | Pays de Phalsbourg             |
| 57340      | 57990       | Hundling                    | 1344                             | 6,63          | 203              | Sarreguemines Sarreguemines-Campagne                                     | Sarreguemines                                  | Sarreguemines Confluences      |
| 57341      | 57480       | Hunting                     | 689                              | 3,78          | 187              | Bouzonville Sierck-les-Bains                                             | Thionville Thionville-Est                      | Bouzonvillois-Trois Frontières |
| 57342      | 57830       | Ibigny                      | 90                               | 4,77          | 20               | Sarrebourg Réchicourt-le-Château                                         | Sarrebourg-Château-Salins Sarrebourg           | Sarrebourg Moselle Sud         |
| 57343      | 57970       | Illange                     | 1785                             | 5,65          | 325              | Yutz                                                                     | Thionville Thionville-Est                      | Portes de France-Thionville    |
| 57344      | 57400       | Imling                      | 702                              | 6,11          | 120              | Sarrebourg                                                               | Sarrebourg-Château-Salins Sarrebourg           | Sarrebourg Moselle Sud         |
| 57345      | 57970       | Inglange                    | 395                              | 5,72          | 74               | Metzervisse                                                              | Thionville Thionville-Est                      | Arc Mosellan                   |
| 57346      | 57670       | Insming                     | 601                              | 7,21          | 82               | Le Saulnois Albestroff                                                   | Sarrebourg-Château-Salins Boulay-Moselle       | Saulnois                       |
| 57347      | 57670       | Insviller                   | 171                              | 8,34          | 21               | Le Saulnois Albestroff                                                   | Sarrebourg-Château-Salins Boulay-Moselle       | Saulnois                       |
| 57348      | 57990       | Ippling                     | 790                              | 3,29          | 242              | Sarreguemines Sarreguemines-Campagne                                     | Sarreguemines                                  | Sarreguemines Confluences      |
| 57349      | 57590       | Jallaucourt                 | 139                              | 8,45          | 19               | Le Saulnois Delme                                                        | Sarrebourg-Château-Salins Boulay-Moselle       | Saulnois                       |
| 57350      | 57130       | Jouy-aux-Arches             | 1431                             | 6,01          | 239              | Les Coteaux de Moselle Ars-sur-Moselle                                   | Metz Metz-Campagne                             | Mad et Moselle                 |
| 57351      | 57245       | Jury                        | 1383                             | 3,17          | 386              | Le Pays messin Verny                                                     | Metz Metz-Campagne                             | Eurométropole de Metz          |
| 57352      | 57130       | Jussy                       | 458                              | 2,91          | 153              | Les Coteaux de Moselle Ars-sur-Moselle                                   | Metz Metz-Campagne                             | Eurométropole de Metz          |
| 57353      | 57630       | Juvelize                    | 72                               | 7,82          | 9                | Le Saulnois Vic-sur-Seille                                               | Sarrebourg-Château-Salins Boulay-Moselle       | Saulnois                       |
| 57354      | 57590       | Juville                     | 138                              | 6,05          | 20               | Le Saulnois Delme                                                        | Sarrebourg-Château-Salins Boulay-Moselle       | Saulnois                       |
| 57355      | 57412       | Kalhausen                   | 779                              | 13,52         | 60               | Sarreguemines Rohrbach-lès-Bitche                                        | Sarreguemines                                  | Sarreguemines Confluences      |
| 57356      | 57330       | Kanfen                      | 1234                             | 8,50          | 141              | Yutz Cattenom                                                            | Thionville Thionville-Est                      | Cattenom et Environs           |
| 57357      | 57430       | Kappelkinger                | 421                              | 8,58          | 47               | Sarralbe                                                                 | Sarreguemines                                  | Sarreguemines Confluences      |
| 57358      | 57920       | Kédange-sur-Canner          | 1060                             | 3,91          | 276              | Metzervisse                                                              | Thionville Thionville-Est                      | Arc Mosellan                   |
| 57359      | 57920       | Kemplich                    | 177                              | 5,54          | 31               | Metzervisse                                                              | Thionville Thionville-Est                      | Arc Mosellan                   |
| 57360      | 57460       | Kerbach                     | 1223                             | 4,45          | 269              | Stiring-Wendel                                                           | Forbach-Boulay-Moselle Forbach                 | Forbach Porte de France        |
| 57361      | 57480       | Kerling-lès-Sierck          | 608                              | 17,82         | 34               | Bouzonville Sierck-les-Bains                                             | Thionville Thionville-Est                      | Bouzonvillois-Trois Frontières |
| 57362      | 57830       | Kerprich-aux-Bois           | 192                              | 6,45          | 27               | Sarrebourg                                                               | Sarrebourg-Château-Salins Sarrebourg           | Sarrebourg Moselle Sud         |
| 57364      | 57480       | Kirsch-lès-Sierck           | 329                              | 8,85          | 35               | Bouzonville Sierck-les-Bains                                             | Thionville Thionville-Est                      | Bouzonvillois-Trois Frontières |
| 57365      | 57480       | Kirschnaumen                | 479                              | 19,93         | 24               | Bouzonville Sierck-les-Bains                                             | Thionville Thionville-Est                      | Bouzonvillois-Trois Frontières |
| 57366      | 57430       | Kirviller                   | 140                              | 2,54          | 55               | Sarralbe                                                                 | Sarreguemines                                  | Sarreguemines Confluences      |
| 57367      | 57920       | Klang                       | 213                              | 4,19          | 54               | Metzervisse                                                              | Thionville Thionville-Est                      | Arc Mosellan                   |
| 57368      | 57240       | Knutange                    | 3206                             | 2,43          | 1'314            | Algrange                                                                 | Thionville Thionville-Ouest                    | Val de Fensch                  |
| 57370      | 57970       | Kœnigsmacker                | 2242                             | 18,40         | 123              | Metzervisse                                                              | Thionville Thionville-Est                      | Arc Mosellan                   |
| 57372      | 57970       | Kuntzig                     | 1365                             | 4,51          | 301              | Metzervisse                                                              | Thionville Thionville-Est                      | Portes de France-Thionville    |
| 57336      | 57490       | L’Hôpital                   | 5179                             | 3,99          | 1'311            | Saint-Avold Saint-Avold-2                                                | Forbach-Boulay-Moselle Forbach                 | Saint-Avold Synergie           |
| 57452      | 57140       | La Maxe                     | 1058                             | 7,55          | 134              | Le Sillon mosellan Woippy                                                | Metz Metz-Campagne                             | Eurométropole de Metz          |
| 57373      | 57730       | Lachambre                   | 913                              | 7,86          | 119              | Saint-Avold Saint-Avold-2                                                | Forbach-Boulay-Moselle Forbach                 | Saint-Avold Synergie           |
| 57374      | 57560       | Lafrimbolle                 | 207                              | 10,72         | 18               | Phalsbourg Lorquin                                                       | Sarrebourg-Château-Salins Sarrebourg           | Sarrebourg Moselle Sud         |
| 57375      | 57810       | Lagarde                     | 181                              | 22,26         | 8                | Le Saulnois Vic-sur-Seille                                               | Sarrebourg-Château-Salins Boulay-Moselle       | Saulnois                       |
| 57376      | 57410       | Lambach                     | 475                              | 5,54          | 91               | Bitche Rohrbach-lès-Bitche                                               | Sarreguemines                                  | Pays de Bitche                 |
| 57377      | 57830       | Landange                    | 242                              | 4,85          | 50               | Phalsbourg Lorquin                                                       | Sarrebourg-Château-Salins Sarrebourg           | Sarrebourg Moselle Sud         |
| 57379      | 57340       | Landroff                    | 268                              | 7,73          | 35               | Sarralbe Grostenquin                                                     | Forbach-Boulay-Moselle Forbach                 | Saint-Avold Synergie           |
| 57381      | 57590       | Laneuveville-en-Saulnois    | 285                              | 6,49          | 45               | Le Saulnois Delme                                                        | Sarrebourg-Château-Salins Boulay-Moselle       | Saulnois                       |
| 57380      | 57790       | Laneuveville-lès-Lorquin    | 105                              | 2,24          | 47               | Phalsbourg Lorquin                                                       | Sarrebourg-Château-Salins Sarrebourg           | Sarrebourg Moselle Sud         |
| 57382      | 57400       | Langatte                    | 629                              | 12,97         | 43               | Sarrebourg                                                               | Sarrebourg-Château-Salins Sarrebourg           | Sarrebourg Moselle Sud         |
| 57383      | 57810       | Languimberg                 | 159                              | 18,38         | 9                | Sarrebourg Réchicourt-le-Château                                         | Sarrebourg-Château-Salins Sarrebourg           | Sarrebourg Moselle Sud         |
| 57384      | 57660       | Laning                      | 601                              | 6,71          | 92               | Sarralbe Grostenquin                                                     | Forbach-Boulay-Moselle Forbach                 | Saint-Avold Synergie           |
| 57385      | 57530       | Laquenexy                   | 1254                             | 9,09          | 134              | Le Pays messin Pange                                                     | Metz Metz-Campagne                             | Eurométropole de Metz          |
| 57386      | 57385       | Laudrefang                  | 339                              | 4,70          | 73               | Faulquemont                                                              | Forbach-Boulay-Moselle Boulay-Moselle          | District Urbain de Faulquemont |
| 57387      | 57480       | Laumesfeld                  | 285                              | 8,30          | 35               | Bouzonville Sierck-les-Bains                                             | Thionville Thionville-Est                      | Bouzonvillois-Trois Frontières |
| 57388      | 57480       | Launstroff                  | 241                              | 7,81          | 34               | Bouzonville Sierck-les-Bains                                             | Thionville Thionville-Est                      | Bouzonvillois-Trois Frontières |
| 57049      | 57050       | Le Ban-Saint-Martin         | 4637                             | 1,59          | 2'841            | Montigny-lès-Metz Woippy                                                 | Metz Metz-Campagne                             | Eurométropole de Metz          |
| 57267      | 57430       | Le Val-de-Guéblange         | 798                              | 19,08         | 45               | Sarralbe                                                                 | Sarreguemines                                  | Sarreguemines Confluences      |
| 57389      | 57660       | Lelling                     | 460                              | 4,92          | 96               | Sarralbe Grostenquin                                                     | Forbach-Boulay-Moselle Forbach                 | Saint-Avold Synergie           |
| 57390      | 57620       | Lemberg                     | 1427                             | 10,94         | 131              | Bitche                                                                   | Sarreguemines                                  | Pays de Bitche                 |
| 57391      | 57590       | Lemoncourt                  | 59                               | 5,41          | 12               | Le Saulnois Delme                                                        | Sarrebourg-Château-Salins Boulay-Moselle       | Saulnois                       |
| 57392      | 57580       | Lemud                       | 524                              | 4,24          | 124              | Faulquemont Pange                                                        | Metz Metz-Campagne                             | Sud Messin                     |
| 57393      | 57720       | Lengelsheim                 | 189                              | 5,30          | 39               | Bitche Volmunster                                                        | Sarreguemines                                  | Pays de Bitche                 |
| 57394      | 57670       | Léning                      | 329                              | 6,49          | 52               | Le Saulnois Albestroff                                                   | Sarrebourg-Château-Salins Boulay-Moselle       | Saulnois                       |
| 57200      | 57530       | Les Étangs                  | 412                              | 6,05          | 66               | Le Pays messin Vigy                                                      | Metz Metz-Campagne                             | Haut Chemin-Pays de Pange      |
| 57395      | 57580       | Lesse                       | 204                              | 8,34          | 24               | Le Saulnois Delme                                                        | Sarrebourg-Château-Salins Boulay-Moselle       | Saulnois                       |
| 57396      | 57160       | Lessy                       | 794                              | 2,85          | 258              | Les Coteaux de Moselle Ars-sur-Moselle                                   | Metz Metz-Campagne                             | Eurométropole de Metz          |
| 57397      | 57810       | Ley                         | 107                              | 6,13          | 17               | Le Saulnois Vic-sur-Seille                                               | Sarrebourg-Château-Salins Boulay-Moselle       | Saulnois                       |
| 57398      | 57660       | Leyviller                   | 506                              | 7,25          | 69               | Sarralbe Grostenquin                                                     | Forbach-Boulay-Moselle Forbach                 | Saint-Avold Synergie           |
| 57399      | 57630       | Lezey                       | 90                               | 7,51          | 13               | Le Saulnois Vic-sur-Seille                                               | Sarrebourg-Château-Salins Boulay-Moselle       | Saulnois                       |
| 57410      | 57670       | Lhor                        | 145                              | 5,40          | 25               | Le Saulnois Albestroff                                                   | Sarrebourg-Château-Salins Boulay-Moselle       | Saulnois                       |
| 57401      | 57340       | Lidrezing                   | 83                               | 10,04         | 8                | Le Saulnois Dieuze                                                       | Sarrebourg-Château-Salins Boulay-Moselle       | Saulnois                       |
| 57402      | 57230       | Liederschiedt               | 117                              | 5,99          | 20               | Bitche                                                                   | Sarreguemines                                  | Pays de Bitche                 |
| 57403      | 57420       | Liéhon                      | 131                              | 5,38          | 23               | Faulquemont Verny                                                        | Metz Metz-Campagne                             | Sud Messin                     |
| 57404      | 57260       | Lindre-Basse                | 222                              | 8,28          | 25               | Le Saulnois Dieuze                                                       | Sarrebourg-Château-Salins Boulay-Moselle       | Saulnois                       |
| 57405      | 57260       | Lindre-Haute                | 49                               | 2,46          | 22               | Le Saulnois Dieuze                                                       | Sarrebourg-Château-Salins Boulay-Moselle       | Saulnois                       |
| 57406      | 57590       | Liocourt                    | 143                              | 3,17          | 44               | Le Saulnois Delme                                                        | Sarrebourg-Château-Salins Boulay-Moselle       | Saulnois                       |
| 57407      | 57635       | Lixheim                     | 564                              | 3,96          | 149              | Phalsbourg                                                               | Sarrebourg-Château-Salins Sarrebourg           | Pays de Phalsbourg             |
| 57408      | 57520       | Lixing-lès-Rouhling         | 810                              | 4,22          | 208              | Sarreguemines Sarreguemines-Campagne                                     | Sarreguemines                                  | Sarreguemines Confluences      |
| 57409      | 57660       | Lixing-lès-Saint-Avold      | 672                              | 6,32          | 106              | Sarralbe Grostenquin                                                     | Forbach-Boulay-Moselle Forbach                 | Saint-Avold Synergie           |
| 57411      | 57650       | Lommerange                  | 383                              | 7,97          | 42               | Algrange Fontoy                                                          | Thionville Thionville-Ouest                    | Portes de France-Thionville    |
| 57412      | 57050       | Longeville-lès-Metz         | 4017                             | 2,71          | 1'459            | Montigny-lès-Metz Woippy                                                 | Metz Metz-Campagne                             | Eurométropole de Metz          |
| 57413      | 57740       | Longeville-lès-Saint-Avold  | 3592                             | 24,54         | 149              | Faulquemont                                                              | Forbach-Boulay-Moselle Boulay-Moselle          | District Urbain de Faulquemont |
| 57414      | 57790       | Lorquin                     | 1134                             | 8,77          | 131              | Phalsbourg Lorquin                                                       | Sarrebourg-Château-Salins Sarrebourg           | Sarrebourg Moselle Sud         |
| 57415      | 57050       | Lorry-lès-Metz              | 1726                             | 6,09          | 287              | Les Coteaux de Moselle Woippy                                            | Metz Metz-Campagne                             | Eurométropole de Metz          |
| 57416      | 57420       | Lorry-Mardigny              | 678                              | 11,36         | 58               | Les Coteaux de Moselle Verny                                             | Metz Metz-Campagne                             | Eurométropole de Metz          |
| 57417      | 57670       | Lostroff                    | 71                               | 4,96          | 14               | Le Saulnois Albestroff                                                   | Sarrebourg-Château-Salins Boulay-Moselle       | Saulnois                       |
| 57418      | 57670       | Loudrefing                  | 301                              | 23,00         | 14               | Le Saulnois Albestroff                                                   | Sarrebourg-Château-Salins Boulay-Moselle       | Saulnois                       |
| 57419      | 57510       | Loupershouse                | 899                              | 7,73          | 117              | Sarralbe Sarreguemines-Campagne                                          | Sarreguemines                                  | Sarreguemines Confluences      |
| 57421      | 57720       | Loutzviller                 | 152                              | 3,22          | 48               | Bitche Volmunster                                                        | Sarreguemines                                  | Pays de Bitche                 |
| 57422      | 57420       | Louvigny                    | 879                              | 15,82         | 56               | Faulquemont Verny                                                        | Metz Metz-Campagne                             | Sud Messin                     |
| 57423      | 57170       | Lubécourt                   | 67                               | 3,45          | 22               | Le Saulnois Château-Salins                                               | Sarrebourg-Château-Salins Boulay-Moselle       | Saulnois                       |
| 57424      | 57590       | Lucy                        | 228                              | 7,36          | 32               | Le Saulnois Delme                                                        | Sarrebourg-Château-Salins Boulay-Moselle       | Saulnois                       |
| 57425      | 57580       | Luppy                       | 588                              | 16,26         | 35               | Faulquemont Pange                                                        | Metz Metz-Campagne                             | Sud Messin                     |
| 57426      | 57935       | Luttange                    | 955                              | 12,83         | 70               | Metzervisse                                                              | Thionville Thionville-Est                      | Arc Mosellan                   |
| 57427      | 57820       | Lutzelbourg                 | 558                              | 5,84          | 97               | Phalsbourg                                                               | Sarrebourg-Château-Salins Sarrebourg           | Pays de Phalsbourg             |
| 57428      | 57730       | Macheren                    | 2827                             | 16,95         | 162              | Saint-Avold Saint-Avold-2                                                | Forbach-Boulay-Moselle Forbach                 | Saint-Avold Synergie           |
| 57430      | 57380       | Mainvillers                 | 322                              | 6,70          | 49               | Faulquemont                                                              | Forbach-Boulay-Moselle Boulay-Moselle          | District Urbain de Faulquemont |
| 57431      | 57530       | Maizeroy                    | 419                              | 8,73          | 46               | Le Pays messin Pange                                                     | Metz Metz-Campagne                             | Haut Chemin-Pays de Pange      |
| 57433      | 57280       | Maizières-lès-Metz          | 11.725                           | 8,82          | 1'323            | Le Sillon mosellan Maizières-lès-Metz                                    | Metz Metz-Campagne                             | Rives de Moselle               |
| 57434      | 57810       | Maizières-lès-Vic           | 470                              | 25,99         | 19               | Le Saulnois Vic-sur-Seille                                               | Sarrebourg-Château-Salins Boulay-Moselle       | Saulnois                       |
| 57436      | 57590       | Malaucourt-sur-Seille       | 131                              | 7,17          | 18               | Le Saulnois Delme                                                        | Sarrebourg-Château-Salins Boulay-Moselle       | Saulnois                       |
| 57437      | 57480       | Malling                     | 680                              | 4,42          | 143              | Bouzonville Sierck-les-Bains                                             | Thionville Thionville-Est                      | Arc Mosellan                   |
| 57438      | 57640       | Malroy                      | 353                              | 3,54          | 98               | Le Pays messin Vigy                                                      | Metz Metz-Campagne                             | Rives de Moselle               |
| 57439      | 57480       | Manderen-Ritzing            | 602                              | 15,07         | 40               | Bouzonville                                                              | Thionville                                     | Bouzonvillois-Trois Frontières |
| 57440      | 57590       | Manhoué                     | 142                              | 4,10          | 35               | Le Saulnois Château-Salins                                               | Sarrebourg-Château-Salins Boulay-Moselle       | Saulnois                       |
| 57441      | 57100       | Manom                       | 3074                             | 10,39         | 281              | Yutz                                                                     | Thionville Thionville-Est                      | Portes de France-Thionville    |
| 57442      | 57380       | Many                        | 251                              | 8,22          | 29               | Faulquemont                                                              | Forbach-Boulay-Moselle Boulay-Moselle          | District Urbain de Faulquemont |
| 57443      | 57535       | Marange-Silvange            | 6517                             | 15,24         | 424              | Rombas Marange-Silvange                                                  | Metz Metz-Campagne                             | Pays Orne Moselle              |
| 57444      | 57690       | Marange-Zondrange           | 371                              | 8,28          | 42               | Faulquemont                                                              | Forbach-Boulay-Moselle Boulay-Moselle          | District Urbain de Faulquemont |
| 57445      | 57420       | Marieulles                  | 699                              | 8,19          | 86               | Les Coteaux de Moselle Verny                                             | Metz Metz-Campagne                             | Eurométropole de Metz          |
| 57446      | 57670       | Marimont-lès-Bénestroff     | 53                               | 3,99          | 10               | Le Saulnois Albestroff                                                   | Sarrebourg-Château-Salins Boulay-Moselle       | Saulnois                       |
| 57447      | 57155       | Marly                       | 9937                             | 10,80         | 936              | Montigny-lès-Metz Verny                                                  | Metz Metz-Campagne                             | Eurométropole de Metz          |
| 57448      | 57630       | Marsal                      | 234                              | 11,11         | 23               | Le Saulnois Vic-sur-Seille                                               | Sarrebourg-Château-Salins Boulay-Moselle       | Saulnois                       |
| 57449      | 57530       | Marsilly                    | 585                              | 3,22          | 186              | Le Pays messin Pange                                                     | Metz Metz-Campagne                             | Haut Chemin-Pays de Pange      |
| 57451      | 57340       | Marthille                   | 167                              | 10,20         | 16               | Le Saulnois Delme                                                        | Sarrebourg-Château-Salins Boulay-Moselle       | Saulnois                       |
| 57453      | 57660       | Maxstadt                    | 296                              | 7,91          | 38               | Sarralbe Grostenquin                                                     | Forbach-Boulay-Moselle Forbach                 | Saint-Avold Synergie           |
| 57454      | 57245       | Mécleuves                   | 1201                             | 12,88         | 88               | Le Pays messin Verny                                                     | Metz Metz-Campagne                             | Eurométropole de Metz          |
| 57455      | 57220       | Mégange                     | 140                              | 4,96          | 30               | Boulay-Moselle                                                           | Forbach-Boulay-Moselle Boulay-Moselle          | Houve-Pays Boulageois          |
| 57456      | 57960       | Meisenthal                  | 641                              | 6,36          | 106              | Bitche                                                                   | Sarreguemines                                  | Pays de Bitche                 |
| 57457      | 57320       | Menskirch                   | 140                              | 4,48          | 31               | Bouzonville                                                              | Forbach-Boulay-Moselle Boulay-Moselle          | Bouzonvillois-Trois Frontières |
| 57459      | 57480       | Merschweiller               | 290                              | 5,76          | 50               | Bouzonville Sierck-les-Bains                                             | Thionville Thionville-Est                      | Bouzonvillois-Trois Frontières |
| 57460      | 57550       | Merten                      | 1450                             | 5,23          | 283              | Bouzonville                                                              | Forbach-Boulay-Moselle Boulay-Moselle          | Houve-Pays Boulageois          |
| 57461      | 57560       | Métairies-Saint-Quirin      | 274                              | 9,57          | 29               | Phalsbourg Lorquin                                                       | Sarrebourg-Château-Salins Sarrebourg           | Sarrebourg Moselle Sud         |
| 57462      | 57370       | Metting                     | 425                              | 5,21          | 80               | Phalsbourg                                                               | Sarrebourg-Château-Salins Sarrebourg           | Pays de Phalsbourg             |
| 57463      | 57000       | Metz                        | 121.695                          | 41,94         | 2'825            | Metz-1 Metz-2 Metz-3 Metz-Ville-1 Metz-Ville-2 Metz-Ville-3 Metz-Ville-4 | Metz Metz-Ville                                | Eurométropole de Metz          |
| 57464      | 57920       | Metzeresche                 | 988                              | 9,56          | 101              | Metzervisse                                                              | Thionville Thionville-Est                      | Arc Mosellan                   |
| 57465      | 57940       | Metzervisse                 | 2276                             | 8,99          | 252              | Metzervisse                                                              | Thionville Thionville-Est                      | Arc Mosellan                   |
| 57466      | 57980       | Metzing                     | 693                              | 6,45          | 102              | Stiring-Wendel Behren-lès-Forbach                                        | Forbach-Boulay-Moselle Forbach                 | Forbach Porte de France        |
| 57467      | 57070       | Mey                         | 308                              | 1,91          | 154              | Le Pays messin Montigny-lès-Metz                                         | Metz Metz-Campagne                             | Eurométropole de Metz          |
| 57468      | 57370       | Mittelbronn                 | 642                              | 7,71          | 89               | Phalsbourg                                                               | Sarrebourg-Château-Salins Sarrebourg           | Pays de Phalsbourg             |
| 57469      | 57930       | Mittersheim                 | 579                              | 16,77         | 36               | Sarrebourg Fénétrange                                                    | Sarrebourg-Château-Salins Sarrebourg           | Sarrebourg Moselle Sud         |
| 57470      | 57670       | Molring                     | 9                                | 3,26          | 2                | Le Saulnois Albestroff                                                   | Sarrebourg-Château-Salins Boulay-Moselle       | Saulnois                       |
| 57471      | 57220       | Momerstroff                 | 297                              | 6,17          | 48               | Boulay-Moselle                                                           | Forbach-Boulay-Moselle Boulay-Moselle          | Houve-Pays Boulageois          |
| 57472      | 57420       | Moncheux                    | 146                              | 7,35          | 20               | Le Saulnois Verny                                                        | Metz Metz-Campagne                             | Sud Messin                     |
| 57473      | 57810       | Moncourt                    | 63                               | 6,74          | 10               | Le Saulnois Vic-sur-Seille                                               | Sarrebourg-Château-Salins Boulay-Moselle       | Saulnois                       |
| 57474      | 57300       | Mondelange                  | 5739                             | 4,10          | 1'373            | Fameck                                                                   | Thionville Thionville-Ouest                    | Rives de Moselle               |
| 57475      | 57570       | Mondorff                    | 582                              | 3,84          | 137              | Yutz Cattenom                                                            | Thionville Thionville-Est                      | Cattenom et Environs           |
| 57476      | 57920       | Monneren                    | 401                              | 11,06         | 37               | Metzervisse                                                              | Thionville Thionville-Est                      | Arc Mosellan                   |
| 57477      | 57415       | Montbronn                   | 1583                             | 14,99         | 108              | Bitche Rohrbach-lès-Bitche                                               | Sarreguemines                                  | Pays de Bitche                 |
| 57478      | 57670       | Montdidier                  | 87                               | 1,93          | 45               | Le Saulnois Albestroff                                                   | Sarrebourg-Château-Salins Boulay-Moselle       | Saulnois                       |
| 57479      | 57480       | Montenach                   | 487                              | 9,19          | 51               | Bouzonville Sierck-les-Bains                                             | Thionville Thionville-Est                      | Bouzonvillois-Trois Frontières |
| 57480      | 57950       | Montigny-lès-Metz           | 21.869                           | 6,70          | 3'266            | Montigny-lès-Metz                                                        | Metz Metz-Campagne                             | Eurométropole de Metz          |
| 57481      | 57860       | Montois-la-Montagne         | 2717                             | 7,10          | 385              | Rombas Marange-Silvange                                                  | Metz Metz-Campagne                             | Pays Orne Moselle              |
| 57483      | 57340       | Morhange                    | 3347                             | 15,38         | 222              | Sarralbe Grostenquin                                                     | Forbach-Boulay-Moselle Forbach                 | Saint-Avold Synergie           |
| 57484      | 57600       | Morsbach                    | 2657                             | 5,09          | 527              | Forbach Behren-lès-Forbach                                               | Forbach-Boulay-Moselle Forbach                 | Forbach Porte de France        |
| 57485      | 57170       | Morville-lès-Vic            | 111                              | 8,14          | 15               | Le Saulnois Château-Salins                                               | Sarrebourg-Château-Salins Boulay-Moselle       | Saulnois                       |
| 57486      | 57590       | Morville-sur-Nied           | 118                              | 5,64          | 21               | Le Saulnois Delme                                                        | Sarrebourg-Château-Salins Boulay-Moselle       | Saulnois                       |
| 57487      | 57160       | Moulins-lès-Metz            | 5161                             | 6,98          | 717              | Les Coteaux de Moselle Woippy                                            | Metz Metz-Campagne                             | Eurométropole de Metz          |
| 57488      | 57770       | Moussey                     | 567                              | 7,89          | 71               | Sarrebourg Réchicourt-le-Château                                         | Sarrebourg-Château-Salins Sarrebourg           | Sarrebourg Moselle Sud         |
| 57489      | 57620       | Mouterhouse                 | 273                              | 42,60         | 7                | Bitche                                                                   | Sarreguemines                                  | Pays de Bitche                 |
| 57490      | 57630       | Moyenvic                    | 329                              | 14,48         | 24               | Le Saulnois Vic-sur-Seille                                               | Sarrebourg-Château-Salins Boulay-Moselle       | Saulnois                       |
| 57491      | 57250       | Moyeuvre-Grande             | 7320                             | 9,59          | 783              | Hayange Moyeuvre-Grande                                                  | Thionville Thionville-Ouest                    | Pays Orne Moselle              |
| 57492      | 57250       | Moyeuvre-Petite             | 443                              | 5,43          | 83               | Hayange Moyeuvre-Grande                                                  | Thionville Thionville-Ouest                    | Pays Orne Moselle              |
| 57493      | 57260       | Mulcey                      | 209                              | 8,34          | 25               | Le Saulnois Dieuze                                                       | Sarrebourg-Château-Salins Boulay-Moselle       | Saulnois                       |
| 57494      | 57670       | Munster                     | 235                              | 6,60          | 36               | Le Saulnois Albestroff                                                   | Sarrebourg-Château-Salins Boulay-Moselle       | Saulnois                       |
| 57495      | 57220       | Narbéfontaine               | 115                              | 3,58          | 32               | Boulay-Moselle                                                           | Forbach-Boulay-Moselle Boulay-Moselle          | Houve-Pays Boulageois          |
| 57496      | 57670       | Nébing                      | 332                              | 7,36          | 46               | Le Saulnois Albestroff                                                   | Sarrebourg-Château-Salins Boulay-Moselle       | Saulnois                       |
| 57497      | 57670       | Nelling                     | 262                              | 7,40          | 36               | Sarralbe                                                                 | Sarreguemines                                  | Sarreguemines Confluences      |
| 57498      | 57700       | Neufchef                    | 2636                             | 16,74         | 155              | Algrange                                                                 | Thionville Thionville-Ouest                    | Val de Fensch                  |
| 57499      | 57910       | Neufgrange                  | 1349                             | 7,17          | 189              | Sarreguemines Sarreguemines-Campagne                                     | Sarreguemines                                  | Sarreguemines Confluences      |
| 57500      | 57830       | Neufmoulins                 | 37                               | 1,93          | 22               | Phalsbourg Lorquin                                                       | Sarrebourg-Château-Salins Sarrebourg           | Sarrebourg Moselle Sud         |
| 57501      | 57670       | Neufvillage                 | 48                               | 0,61          | 59               | Le Saulnois Albestroff                                                   | Sarrebourg-Château-Salins Boulay-Moselle       | Saulnois                       |
| 57502      | 57320       | Neunkirchen-lès-Bouzonville | 333                              | 3,80          | 87               | Bouzonville                                                              | Forbach-Boulay-Moselle Boulay-Moselle          | Bouzonvillois-Trois Frontières |
| 57504      | 57560       | Niderhoff                   | 277                              | 5,30          | 53               | Phalsbourg Lorquin                                                       | Sarrebourg-Château-Salins Sarrebourg           | Sarrebourg Moselle Sud         |
| 57505      | 57565       | Niderviller                 | 1152                             | 10,78         | 112              | Phalsbourg Sarrebourg                                                    | Sarrebourg-Château-Salins Sarrebourg           | Sarrebourg Moselle Sud         |
| 57506      | 57930       | Niederstinzel               | 236                              | 12,96         | 19               | Sarrebourg Fénétrange                                                    | Sarrebourg-Château-Salins Sarrebourg           | Sarrebourg Moselle Sud         |
| 57507      | 57220       | Niedervisse                 | 276                              | 5,77          | 46               | Boulay-Moselle                                                           | Forbach-Boulay-Moselle Boulay-Moselle          | Houve-Pays Boulageois          |
| 57508      | 57240       | Nilvange                    | 4375                             | 2,81          | 1'607            | Algrange                                                                 | Thionville Thionville-Ouest                    | Val de Fensch                  |
| 57509      | 57790       | Nitting                     | 514                              | 8,86          | 54               | Phalsbourg Lorquin                                                       | Sarrebourg-Château-Salins Sarrebourg           | Sarrebourg Moselle Sud         |
| 57510      | 57645       | Noisseville                 | 1103                             | 2,60          | 412              | Le Pays messin Vigy                                                      | Metz Metz-Campagne                             | Eurométropole de Metz          |
| 57511      | 57140       | Norroy-le-Veneur            | 1000                             | 8,45          | 122              | Rombas Marange-Silvange                                                  | Metz Metz-Campagne                             | Rives de Moselle               |
| 57512      | 57645       | Nouilly                     | 718                              | 2,40          | 298              | Le Pays messin Vigy                                                      | Metz Metz-Campagne                             | Eurométropole de Metz          |
| 57513      | 57720       | Nousseviller-lès-Bitche     | 155                              | 4,86          | 31               | Bitche Volmunster                                                        | Sarreguemines                                  | Pays de Bitche                 |
| 57514      | 57990       | Nousseviller-Saint-Nabor    | 1185                             | 6,13          | 195              | Stiring-Wendel Behren-lès-Forbach                                        | Forbach-Boulay-Moselle Forbach                 | Forbach Porte de France        |
| 57515      | 57680       | Novéant-sur-Moselle         | 1861                             | 12,89         | 141              | Les Coteaux de Moselle Ars-sur-Moselle                                   | Metz Metz-Campagne                             | Mad et Moselle                 |
| 57516      | 57320       | Oberdorff                   | 332                              | 4,22          | 80               | Bouzonville                                                              | Forbach-Boulay-Moselle Boulay-Moselle          | Houve-Pays Boulageois          |
| 57517      | 57720       | Obergailbach                | 270                              | 8,99          | 31               | Bitche Volmunster                                                        | Sarreguemines                                  | Pays de Bitche                 |
| 57518      | 57930       | Oberstinzel                 | 320                              | 5,07          | 65               | Sarrebourg Fénétrange                                                    | Sarrebourg-Château-Salins Sarrebourg           | Sarrebourg Moselle Sud         |
| 57519      | 57220       | Obervisse                   | 157                              | 4,40          | 36               | Boulay-Moselle                                                           | Forbach-Boulay-Moselle Boulay-Moselle          | Houve-Pays Boulageois          |
| 57520      | 57170       | Obreck                      | 37                               | 3,24          | 10               | Le Saulnois Château-Salins                                               | Sarrebourg-Château-Salins Boulay-Moselle       | Saulnois                       |
| 57521      | 57600       | Œting                       | 2636                             | 4,39          | 616              | Forbach Behren-lès-Forbach                                               | Forbach-Boulay-Moselle Forbach                 | Forbach Porte de France        |
| 57482      | 57530 57645 | Ogy-Montoy-Flanville        | 1792                             | 10,06         | 175              | Le Pays messin Pange                                                     | Metz Metz-Campagne                             | Haut Chemin-Pays de Pange      |
| 57524      | 57810       | Ommeray                     | 128                              | 10,12         | 13               | Le Saulnois Vic-sur-Seille                                               | Sarrebourg-Château-Salins Boulay-Moselle       | Saulnois                       |
| 57525      | 57590       | Oriocourt                   | 56                               | 4,44          | 12               | Le Saulnois Delme                                                        | Sarrebourg-Château-Salins Boulay-Moselle       | Saulnois                       |
| 57526      | 57720       | Ormersviller                | 383                              | 7,30          | 52               | Bitche Volmunster                                                        | Sarreguemines                                  | Pays de Bitche                 |
| 57527      | 57420       | Orny                        | 418                              | 7,30          | 49               | Faulquemont Verny                                                        | Metz Metz-Campagne                             | Sud Messin                     |
| 57528      | 57590       | Oron                        | 107                              | 5,37          | 19               | Le Saulnois Delme                                                        | Sarrebourg-Château-Salins Boulay-Moselle       | Saulnois                       |
| 57529      | 57840       | Ottange                     | 3012                             | 15,48         | 200              | Algrange Fontoy                                                          | Thionville Thionville-Ouest                    | Pays Haut Val d’Alzette        |
| 57530      | 57220       | Ottonville                  | 455                              | 15,71         | 28               | Boulay-Moselle                                                           | Forbach-Boulay-Moselle Boulay-Moselle          | Houve-Pays Boulageois          |
| 57531      | 57970       | Oudrenne                    | 730                              | 20,38         | 36               | Metzervisse                                                              | Thionville Thionville-Est                      | Arc Mosellan                   |
| 57532      | 57420       | Pagny-lès-Goin              | 231                              | 5,17          | 44               | Faulquemont Verny                                                        | Metz Metz-Campagne                             | Sud Messin                     |
| 57533      | 57530       | Pange                       | 870                              | 8,57          | 102              | Le Pays messin Pange                                                     | Metz Metz-Campagne                             | Haut Chemin-Pays de Pange      |
| 57534      | 57245       | Peltre                      | 1803                             | 8,37          | 220              | Le Pays messin Verny                                                     | Metz Metz-Campagne                             | Eurométropole de Metz          |
| 57537      | 57540       | Petite-Rosselle             | 6176                             | 5,05          | 1'247            | Forbach Stiring-Wendel                                                   | Forbach-Boulay-Moselle Forbach                 | Forbach Porte de France        |
| 57535      | 57410       | Petit-Réderching            | 1416                             | 11,00         | 131              | Bitche Rohrbach-lès-Bitche                                               | Sarreguemines                                  | Pays de Bitche                 |
| 57536      | 57660       | Petit-Tenquin               | 216                              | 4,88          | 45               | Sarralbe Grostenquin                                                     | Forbach-Boulay-Moselle Forbach                 | Saint-Avold Synergie           |
| 57538      | 57170       | Pettoncourt                 | 298                              | 4,90          | 60               | Le Saulnois Château-Salins                                               | Sarrebourg-Château-Salins Boulay-Moselle       | Saulnois                       |
| 57539      | 57340       | Pévange                     | 40                               | 1,94          | 24               | Le Saulnois Château-Salins                                               | Sarrebourg-Château-Salins Boulay-Moselle       | Saulnois                       |
| 57540      | 57370       | Phalsbourg                  | 4657                             | 13,15         | 360              | Phalsbourg                                                               | Sarrebourg-Château-Salins Sarrebourg           | Pays de Phalsbourg             |
| 57541      | 57230       | Philippsbourg               | 615                              | 23,71         | 25               | Bitche                                                                   | Sarreguemines                                  | Pays de Bitche                 |
| 57542      | 57220       | Piblange                    | 965                              | 9,59          | 102              | Boulay-Moselle                                                           | Forbach-Boulay-Moselle Boulay-Moselle          | Houve-Pays Boulageois          |
| 57543      | 57120       | Pierrevillers               | 1460                             | 5,83          | 257              | Rombas Marange-Silvange                                                  | Metz Metz-Campagne                             | Pays Orne Moselle              |
| 57544      | 57870       | Plaine-de-Walsch            | 605                              | 4,98          | 123              | Phalsbourg Sarrebourg                                                    | Sarrebourg-Château-Salins Sarrebourg           | Sarrebourg Moselle Sud         |
| 57545      | 57050       | Plappeville                 | 2025                             | 2,54          | 796              | Montigny-lès-Metz Woippy                                                 | Metz Metz-Campagne                             | Eurométropole de Metz          |
| 57546      | 57140       | Plesnois                    | 782                              | 3,11          | 261              | Rombas Marange-Silvange                                                  | Metz Metz-Campagne                             | Rives de Moselle               |
| 57547      | 57420       | Pommérieux                  | 728                              | 4,31          | 162              | Faulquemont Verny                                                        | Metz Metz-Campagne                             | Sud Messin                     |
| 57548      | 57420       | Pontoy                      | 601                              | 10,12         | 54               | Faulquemont Verny                                                        | Metz Metz-Campagne                             | Sud Messin                     |
| 57549      | 57380       | Pontpierre                  | 751                              | 8,48          | 86               | Faulquemont                                                              | Forbach-Boulay-Moselle Boulay-Moselle          | District Urbain de Faulquemont |
| 57550      | 57890       | Porcelette                  | 2435                             | 13,44         | 184              | Saint-Avold Saint-Avold-1                                                | Forbach-Boulay-Moselle Forbach                 | Saint-Avold Synergie           |
| 57551      | 57930       | Postroff                    | 198                              | 5,00          | 43               | Sarrebourg Fénétrange                                                    | Sarrebourg-Château-Salins Sarrebourg           | Sarrebourg Moselle Sud         |
| 57552      | 57420       | Pouilly                     | 927                              | 5,11          | 123              | Les Coteaux de Moselle Verny                                             | Metz Metz-Campagne                             | Eurométropole de Metz          |
| 57553      | 57420       | Pournoy-la-Chétive          | 613                              | 2,56          | 246              | Les Coteaux de Moselle Verny                                             | Metz Metz-Campagne                             | Eurométropole de Metz          |
| 57554      | 57420       | Pournoy-la-Grasse           | 741                              | 7,19          | 97               | Faulquemont Verny                                                        | Metz Metz-Campagne                             | Sud Messin                     |
| 57555      | 57590       | Prévocourt                  | 110                              | 6,77          | 16               | Le Saulnois Delme                                                        | Sarrebourg-Château-Salins Boulay-Moselle       | Saulnois                       |
| 57556      | 57510       | Puttelange-aux-Lacs         | 3058                             | 16,66         | 185              | Sarralbe                                                                 | Sarreguemines                                  | Sarreguemines Confluences      |
| 57557      | 57570       | Puttelange-lès-Thionville   | 1033                             | 10,67         | 95               | Yutz Cattenom                                                            | Thionville Thionville-Est                      | Cattenom et Environs           |
| 57558      | 57170       | Puttigny                    | 74                               | 7,47          | 11               | Le Saulnois Château-Salins                                               | Sarrebourg-Château-Salins Boulay-Moselle       | Saulnois                       |
| 57559      | 57590       | Puzieux                     | 168                              | 6,27          | 28               | Le Saulnois Delme                                                        | Sarrebourg-Château-Salins Boulay-Moselle       | Saulnois                       |
| 57560      | 57340       | Racrange                    | 620                              | 7,16          | 87               | Sarralbe Grostenquin                                                     | Forbach-Boulay-Moselle Forbach                 | Saint-Avold Synergie           |
| 57561      | 57410       | Rahling                     | 720                              | 21,30         | 35               | Bitche Rohrbach-lès-Bitche                                               | Sarreguemines                                  | Pays de Bitche                 |
| 57562      | 57700       | Ranguevaux                  | 901                              | 10,17         | 83               | Hayange                                                                  | Thionville Thionville-Ouest                    | Val de Fensch                  |
| 57563      | 57530       | Raville                     | 292                              | 7,06          | 36               | Le Pays messin Pange                                                     | Metz Metz-Campagne                             | Haut Chemin-Pays de Pange      |
| 57564      | 57810       | Réchicourt-le-Château       | 555                              | 24,14         | 23               | Sarrebourg Réchicourt-le-Château                                         | Sarrebourg-Château-Salins Sarrebourg           | Sarrebourg Moselle Sud         |
| 57565      | 57390       | Rédange                     | 1004                             | 5,50          | 181              | Algrange Fontoy                                                          | Thionville Thionville-Ouest                    | Pays Haut Val d’Alzette        |
| 57566      | 57445       | Réding                      | 2307                             | 11,61         | 203              | Sarrebourg                                                               | Sarrebourg-Château-Salins Sarrebourg           | Sarrebourg Moselle Sud         |
| 57567      | 57320       | Rémelfang                   | 144                              | 3,30          | 45               | Bouzonville                                                              | Forbach-Boulay-Moselle Boulay-Moselle          | Bouzonvillois-Trois Frontières |
| 57568      | 57200       | Rémelfing                   | 1308                             | 2,62          | 533              | Sarreguemines Sarreguemines-Campagne                                     | Sarreguemines                                  | Sarreguemines Confluences      |
| 57569      | 57480       | Rémeling                    | 337                              | 6,47          | 49               | Bouzonville Sierck-les-Bains                                             | Thionville Thionville-Est                      | Bouzonvillois-Trois Frontières |
| 57570      | 57550       | Rémering                    | 419                              | 4,94          | 86               | Bouzonville                                                              | Forbach-Boulay-Moselle Boulay-Moselle          | Houve-Pays Boulageois          |
| 57571      | 57510       | Rémering-lès-Puttelange     | 1034                             | 9,24          | 114              | Sarralbe                                                                 | Sarreguemines                                  | Sarreguemines Confluences      |
| 57572      | 57580       | Rémilly                     | 2050                             | 18,94         | 106              | Faulquemont Pange                                                        | Metz Metz-Campagne                             | Sud Messin                     |
| 57573      | 57670       | Réning                      | 129                              | 3,95          | 34               | Le Saulnois Albestroff                                                   | Sarrebourg-Château-Salins Boulay-Moselle       | Saulnois                       |
| 57575      | 57645       | Retonfey                    | 1332                             | 9,77          | 139              | Le Pays messin Pange                                                     | Metz Metz-Campagne                             | Haut Chemin-Pays de Pange      |
| 57576      | 57480       | Rettel                      | 849                              | 6,89          | 112              | Bouzonville Sierck-les-Bains                                             | Thionville Thionville-Est                      | Bouzonvillois-Trois Frontières |
| 57577      | 57230       | Reyersviller                | 380                              | 8,32          | 45               | Bitche                                                                   | Sarreguemines                                  | Pays de Bitche                 |
| 57578      | 57130       | Rezonville-Vionville        | 506                              | 23,10         | 21               | Les Coteaux de Moselle                                                   | Metz                                           | Mad et Moselle                 |
| 57579      | 57810       | Rhodes                      | 124                              | 11,39         | 11               | Sarrebourg                                                               | Sarrebourg-Château-Salins Sarrebourg           | Sarrebourg Moselle Sud         |
| 57580      | 57340       | Riche                       | 184                              | 6,34          | 29               | Le Saulnois Château-Salins                                               | Sarrebourg-Château-Salins Boulay-Moselle       | Saulnois                       |
| 57581      | 57510       | Richeling                   | 348                              | 4,21          | 83               | Sarralbe                                                                 | Sarreguemines                                  | Sarreguemines Confluences      |
| 57582      | 57270       | Richemont                   | 2145                             | 8,48          | 247              | Fameck                                                                   | Thionville Thionville-Ouest                    | Rives de Moselle               |
| 57583      | 57830       | Richeval                    | 115                              | 4,92          | 28               | Sarrebourg Réchicourt-le-Château                                         | Sarrebourg-Château-Salins Sarrebourg           | Sarrebourg Moselle Sud         |
| 57584      | 57720       | Rimling                     | 631                              | 13,26         | 49               | Bitche Volmunster                                                        | Sarreguemines                                  | Pays de Bitche                 |
| 57586      | 57840       | Rochonvillers               | 205                              | 5,64          | 33               | Algrange Fontoy                                                          | Thionville Thionville-Ouest                    | Portes de France-Thionville    |
| 57587      | 57340       | Rodalbe                     | 246                              | 10,57         | 24               | Le Saulnois Albestroff                                                   | Sarrebourg-Château-Salins Boulay-Moselle       | Saulnois                       |
| 57588      | 57570       | Rodemack                    | 1282                             | 9,96          | 127              | Yutz Cattenom                                                            | Thionville Thionville-Est                      | Cattenom et Environs           |
| 57589      | 57410       | Rohrbach-lès-Bitche         | 2290                             | 13,28         | 174              | Bitche Rohrbach-lès-Bitche                                               | Sarreguemines                                  | Pays de Bitche                 |
| 57590      | 57720       | Rolbing                     | 259                              | 5,97          | 43               | Bitche Volmunster                                                        | Sarreguemines                                  | Pays de Bitche                 |
| 57591      | 57120       | Rombas                      | 9534                             | 11,69         | 844              | Rombas                                                                   | Metz Metz-Campagne                             | Pays Orne Moselle              |
| 57592      | 57930       | Romelfing                   | 334                              | 10,69         | 33               | Sarrebourg Fénétrange                                                    | Sarrebourg-Château-Salins Sarrebourg           | Sarrebourg Moselle Sud         |
| 57593      | 57860       | Roncourt                    | 1048                             | 6,73          | 151              | Rombas Marange-Silvange                                                  | Metz Metz-Campagne                             | Eurométropole de Metz          |
| 57594      | 57230       | Roppeviller                 | 96                               | 13,77         | 7                | Bitche                                                                   | Sarreguemines                                  | Pays de Bitche                 |
| 57595      | 57260       | Rorbach-lès-Dieuze          | 48                               | 4,21          | 12               | Le Saulnois Dieuze                                                       | Sarrebourg-Château-Salins Boulay-Moselle       | Saulnois                       |
| 57596      | 57800       | Rosbruck                    | 730                              | 1,41          | 530              | Forbach Behren-lès-Forbach                                               | Forbach-Boulay-Moselle Forbach                 | Forbach Porte de France        |
| 57597      | 57780       | Rosselange                  | 2403                             | 5,35          | 495              | Hayange Moyeuvre-Grande                                                  | Thionville Thionville-Ouest                    | Pays Orne Moselle              |
| 57598      | 57520       | Rouhling                    | 1965                             | 6,02          | 333              | Sarreguemines Sarreguemines-Campagne                                     | Sarreguemines                                  | Sarreguemines Confluences      |
| 57599      | 57220       | Roupeldange                 | 338                              | 2,52          | 144              | Boulay-Moselle                                                           | Forbach-Boulay-Moselle Boulay-Moselle          | Houve-Pays Boulageois          |
| 57600      | 57330       | Roussy-le-Village           | 1559                             | 12,50         | 113              | Yutz Cattenom                                                            | Thionville Thionville-Est                      | Cattenom et Environs           |
| 57601      | 57160       | Rozérieulles                | 1330                             | 6,58          | 204              | Les Coteaux de Moselle Ars-sur-Moselle                                   | Metz Metz-Campagne                             | Eurométropole de Metz          |
| 57602      | 57310       | Rurange-lès-Thionville      | 2349                             | 8,87          | 274              | Metzervisse                                                              | Thionville Thionville-Est                      | Arc Mosellan                   |
| 57603      | 57390       | Russange                    | 1257                             | 3,46          | 368              | Algrange Fontoy                                                          | Thionville Thionville-Ouest                    | Pays Haut Val d’Alzette        |
| 57604      | 57480       | Rustroff                    | 651                              | 3,23          | 193              | Bouzonville Sierck-les-Bains                                             | Thionville Thionville-Est                      | Bouzonvillois-Trois Frontières |
| 57605      | 57420       | Sailly-Achâtel              | 316                              | 8,18          | 37               | Le Saulnois Verny                                                        | Metz Metz-Campagne                             | Sud Messin                     |
| 57606      | 57500       | Saint-Avold                 | 14.828                           | 35,48         | 434              | Saint-Avold Saint-Avold-1 Saint-Avold-2                                  | Forbach-Boulay-Moselle Forbach                 | Saint-Avold Synergie           |
| 57607      | 57640       | Sainte-Barbe                | 783                              | 13,84         | 55               | Le Pays messin Vigy                                                      | Metz Metz-Campagne                             | Haut Chemin-Pays de Pange      |
| 57620      | 57255       | Sainte-Marie-aux-Chênes     | 4512                             | 10,19         | 427              | Rombas Marange-Silvange                                                  | Metz Metz-Campagne                             | Pays Orne Moselle              |
| 57609      | 57580       | Saint-Epvre                 | 176                              | 4,67          | 37               | Le Saulnois Delme                                                        | Sarrebourg-Château-Salins Boulay-Moselle       | Saulnois                       |
| 57624      | 57130       | Sainte-Ruffine              | 605                              | 0,71          | 823              | Les Coteaux de Moselle Ars-sur-Moselle                                   | Metz Metz-Campagne                             | Eurométropole de Metz          |
| 57610      | 57320       | Saint-François-Lacroix      | 322                              | 7,33          | 41               | Bouzonville                                                              | Forbach-Boulay-Moselle Boulay-Moselle          | Bouzonvillois-Trois Frontières |
| 57611      | 57830       | Saint-Georges               | 192                              | 8,10          | 24               | Sarrebourg Réchicourt-le-Château                                         | Sarrebourg-Château-Salins Sarrebourg           | Sarrebourg Moselle Sud         |
| 57612      | 57640       | Saint-Hubert                | 231                              | 16,04         | 15               | Le Pays messin Vigy                                                      | Metz Metz-Campagne                             | Haut Chemin-Pays de Pange      |
| 57613      | 57930       | Saint-Jean-de-Bassel        | 319                              | 10,05         | 36               | Sarrebourg Fénétrange                                                    | Sarrebourg-Château-Salins Sarrebourg           | Sarrebourg Moselle Sud         |
| 57614      | 57370       | Saint-Jean-Kourtzerode      | 674                              | 1,58          | 449              | Phalsbourg                                                               | Sarrebourg-Château-Salins Sarrebourg           | Pays de Phalsbourg             |
| 57615      | 57510       | Saint-Jean-Rohrbach         | 963                              | 12,19         | 79               | Sarralbe                                                                 | Sarreguemines                                  | Sarreguemines Confluences      |
| 57616      | 57070       | Saint-Julien-lès-Metz       | 3562                             | 4,55          | 741              | Le Pays messin Montigny-lès-Metz                                         | Metz Metz-Campagne                             | Eurométropole de Metz          |
| 57617      | 57420       | Saint-Jure                  | 281                              | 10,61         | 27               | Le Saulnois Verny                                                        | Metz Metz-Campagne                             | Sud Messin                     |
| 57618      | 57820       | Saint-Louis                 | 622                              | 9,28          | 70               | Phalsbourg                                                               | Sarrebourg-Château-Salins Sarrebourg           | Pays de Phalsbourg             |
| 57619      | 57620       | Saint-Louis-lès-Bitche      | 463                              | 4,53          | 104              | Bitche                                                                   | Sarreguemines                                  | Pays de Bitche                 |
| 57621      | 57260       | Saint-Médard                | 106                              | 9,89          | 11               | Le Saulnois Dieuze                                                       | Sarrebourg-Château-Salins Boulay-Moselle       | Saulnois                       |
| 57622      | 57855       | Saint-Privat-la-Montagne    | 1873                             | 5,84          | 327              | Rombas Marange-Silvange                                                  | Metz Metz-Campagne                             | Eurométropole de Metz          |
| 57623      | 57560       | Saint-Quirin                | 693                              | 53,34         | 13               | Phalsbourg Lorquin                                                       | Sarrebourg-Château-Salins Sarrebourg           | Sarrebourg Moselle Sud         |
| 57625      | 57170       | Salonnes                    | 171                              | 12,69         | 14               | Le Saulnois Château-Salins                                               | Sarrebourg-Château-Salins Boulay-Moselle       | Saulnois                       |
| 57626      | 57640       | Sanry-lès-Vigy              | 507                              | 5,55          | 96               | Le Pays messin Vigy                                                      | Metz Metz-Campagne                             | Haut Chemin-Pays de Pange      |
| 57627      | 57530       | Sanry-sur-Nied              | 422                              | 4,81          | 67               | Le Pays messin Pange                                                     | Metz Metz-Campagne                             | Haut Chemin-Pays de Pange      |
| 57628      | 57430       | Sarralbe                    | 4386                             | 27,29         | 164              | Sarralbe                                                                 | Sarreguemines                                  | Sarreguemines Confluences      |
| 57629      | 57400       | Sarraltroff                 | 791                              | 11,97         | 65               | Sarrebourg Fénétrange                                                    | Sarrebourg-Château-Salins Sarrebourg           | Sarrebourg Moselle Sud         |
| 57630      | 57400       | Sarrebourg                  | 12.274                           | 16,40         | 759              | Sarrebourg                                                               | Sarrebourg-Château-Salins Sarrebourg           | Sarrebourg Moselle Sud         |
| 57631      | 57200       | Sarreguemines               | 20.324                           | 29,67         | 695              | Sarreguemines                                                            | Sarreguemines                                  | Sarreguemines Confluences      |
| 57633      | 57905       | Sarreinsming                | 1206                             | 6,98          | 181              | Sarreguemines Sarreguemines-Campagne                                     | Sarreguemines                                  | Sarreguemines Confluences      |
| 57634      | 57140       | Saulny                      | 1572                             | 9,80          | 154              | Rombas Marange-Silvange                                                  | Metz Metz-Campagne                             | Eurométropole de Metz          |
| 57635      | 57370       | Schalbach                   | 378                              | 12,58         | 29               | Sarrebourg Fénétrange                                                    | Sarrebourg-Château-Salins Sarrebourg           | Sarrebourg Moselle Sud         |
| 57636      | 57412       | Schmittviller               | 335                              | 2,33          | 136              | Bitche Rohrbach-lès-Bitche                                               | Sarreguemines                                  | Pays de Bitche                 |
| 57637      | 57400       | Schneckenbusch              | 313                              | 2,12          | 143              | Phalsbourg Sarrebourg                                                    | Sarrebourg-Château-Salins Sarrebourg           | Sarrebourg Moselle Sud         |
| 57638      | 57350       | Schœneck                    | 2442                             | 4,06          | 614              | Forbach Stiring-Wendel                                                   | Forbach-Boulay-Moselle Forbach                 | Forbach Porte de France        |
| 57639      | 57230       | Schorbach                   | 541                              | 13,36         | 40               | Bitche                                                                   | Sarreguemines                                  | Pays de Bitche                 |
| 57640      | 57320       | Schwerdorff                 | 472                              | 9,42          | 51               | Bouzonville                                                              | Forbach-Boulay-Moselle Boulay-Moselle          | Bouzonvillois-Trois Frontières |
| 57641      | 57720       | Schweyen                    | 319                              | 11,35         | 27               | Bitche Volmunster                                                        | Sarreguemines                                  | Pays de Bitche                 |
| 57642      | 57160       | Scy-Chazelles               | 2665                             | 4,52          | 592              | Montigny-lès-Metz Woippy                                                 | Metz Metz-Campagne                             | Eurométropole de Metz          |
| 57643      | 57420       | Secourt                     | 202                              | 7,31          | 27               | Le Saulnois Verny                                                        | Metz Metz-Campagne                             | Sud Messin                     |
| 57644      | 57455       | Seingbouse                  | 1695                             | 8,05          | 218              | Freyming-Merlebach                                                       | Forbach-Boulay-Moselle Forbach                 | Freyming-Merlebach             |
| 57645      | 57280       | Semécourt                   | 1023                             | 2,30          | 444              | Le Sillon mosellan Maizières-lès-Metz                                    | Metz Metz-Campagne                             | Rives de Moselle               |
| 57647      | 57290       | Serémange-Erzange           | 4188                             | 3,75          | 1'110            | Hayange                                                                  | Thionville Thionville-Ouest                    | Val de Fensch                  |
| 57648      | 57530       | Servigny-lès-Raville        | 487                              | 14,20         | 35               | Le Pays messin Pange                                                     | Metz Metz-Campagne                             | Haut Chemin-Pays de Pange      |
| 57649      | 57640       | Servigny-lès-Sainte-Barbe   | 467                              | 3,09          | 154              | Le Pays messin Vigy                                                      | Metz Metz-Campagne                             | Haut Chemin-Pays de Pange      |
| 57650      | 57480       | Sierck-les-Bains            | 1769                             | 4,80          | 370              | Bouzonville Sierck-les-Bains                                             | Thionville Thionville-Est                      | Bouzonvillois-Trois Frontières |
| 57651      | 57410       | Siersthal                   | 644                              | 10,51         | 62               | Bitche Rohrbach-lès-Bitche                                               | Sarreguemines                                  | Pays de Bitche                 |
| 57652      | 57420       | Sillegny                    | 633                              | 10,46         | 53               | Faulquemont Verny                                                        | Metz Metz-Campagne                             | Sud Messin                     |
| 57653      | 57420       | Silly-en-Saulnois           | 34                               | 2,35          | 14               | Faulquemont Verny                                                        | Metz Metz-Campagne                             | Sud Messin                     |
| 57654      | 57530       | Silly-sur-Nied              | 711                              | 4,54          | 153              | Le Pays messin Pange                                                     | Metz Metz-Campagne                             | Haut Chemin-Pays de Pange      |
| 57655      | 57420       | Solgne                      | 1138                             | 7,29          | 153              | Faulquemont Verny                                                        | Metz Metz-Campagne                             | Sud Messin                     |
| 57656      | 57580       | Sorbey                      | 390                              | 5,59          | 68               | Le Pays messin Pange                                                     | Metz Metz-Campagne                             | Haut Chemin-Pays de Pange      |
| 57657      | 57170       | Sotzeling                   | 25                               | 3,66          | 5                | Le Saulnois Château-Salins                                               | Sarrebourg-Château-Salins Boulay-Moselle       | Saulnois                       |
| 57658      | 57960       | Soucht                      | 1024                             | 10,75         | 98               | Bitche Rohrbach-lès-Bitche                                               | Sarreguemines                                  | Pays de Bitche                 |
| 57659      | 57350       | Spicheren                   | 3180                             | 8,11          | 399              | Stiring-Wendel                                                           | Forbach-Boulay-Moselle Forbach                 | Forbach Porte de France        |
| 57660      | 57350       | Stiring-Wendel              | 11.048                           | 3,60          | 3'105            | Stiring-Wendel                                                           | Forbach-Boulay-Moselle Forbach                 | Forbach Porte de France        |
| 57767      | 57970       | Stuckange                   | 1455                             | 4,44          | 295              | Metzervisse                                                              | Thionville Thionville-Est                      | Arc Mosellan                   |
| 57661      | 57230       | Sturzelbronn                | 168                              | 32,51         | 5                | Bitche                                                                   | Sarreguemines                                  | Pays de Bitche                 |
| 57662      | 57340       | Suisse                      | 95                               | 5,03          | 20               | Sarralbe Grostenquin                                                     | Forbach-Boulay-Moselle Forbach                 | Saint-Avold Synergie           |
| 57663      | 57525       | Talange                     | 8044                             | 3,70          | 2'103            | Le Sillon mosellan Maizières-lès-Metz                                    | Metz Metz-Campagne                             | Rives de Moselle               |
| 57664      | 57260       | Tarquimpol                  | 60                               | 4,09          | 15               | Le Saulnois Dieuze                                                       | Sarrebourg-Château-Salins Boulay-Moselle       | Saulnois                       |
| 57665      | 57980       | Tenteling                   | 1041                             | 7,19          | 147              | Stiring-Wendel Behren-lès-Forbach                                        | Forbach-Boulay-Moselle Forbach                 | Forbach Porte de France        |
| 57666      | 57180       | Terville                    | 7609                             | 3,83          | 1'863            | Thionville Yutz                                                          | Thionville Thionville-Est                      | Portes de France-Thionville    |
| 57667      | 57220       | Téterchen                   | 765                              | 8,75          | 90               | Boulay-Moselle                                                           | Forbach-Boulay-Moselle Boulay-Moselle          | Houve-Pays Boulageois          |
| 57668      | 57385       | Teting-sur-Nied             | 1260                             | 9,83          | 130              | Faulquemont                                                              | Forbach-Boulay-Moselle Boulay-Moselle          | District Urbain de Faulquemont |
| 57669      | 57450       | Théding                     | 2424                             | 8,13          | 304              | Stiring-Wendel Behren-lès-Forbach                                        | Forbach-Boulay-Moselle Forbach                 | Forbach Porte de France        |
| 57670      | 57380       | Thicourt                    | 133                              | 5,50          | 25               | Faulquemont                                                              | Forbach-Boulay-Moselle Boulay-Moselle          | District Urbain de Faulquemont |
| 57671      | 57580       | Thimonville                 | 140                              | 7,40          | 21               | Faulquemont Pange                                                        | Metz Metz-Campagne                             | Sud Messin                     |
| 57672      | 57100       | Thionville                  | 42.778                           | 49,89         | 817              | Thionville Yutz Thionville-Est Thionville-Ouest                          | Thionville Thionville-Est                      | Portes de France-Thionville    |
| 57673      | 57380       | Thonville                   | 51                               | 2,53          | 19               | Faulquemont                                                              | Forbach-Boulay-Moselle Boulay-Moselle          | District Urbain de Faulquemont |
| 57674      | 57590       | Tincry                      | 173                              | 8,47          | 21               | Le Saulnois Delme                                                        | Sarrebourg-Château-Salins Boulay-Moselle       | Saulnois                       |
| 57675      | 57670       | Torcheville                 | 117                              | 6,14          | 19               | Le Saulnois Albestroff                                                   | Sarrebourg-Château-Salins Boulay-Moselle       | Saulnois                       |
| 57676      | 57580       | Tragny                      | 88                               | 5,43          | 17               | Faulquemont Pange                                                        | Metz Metz-Campagne                             | Sud Messin                     |
| 57677      | 57300       | Trémery                     | 979                              | 7,53          | 139              | Le Pays messin Vigy                                                      | Metz Metz-Campagne                             | Rives de Moselle               |
| 57678      | 57710       | Tressange                   | 2464                             | 9,36          | 237              | Algrange Fontoy                                                          | Thionville Thionville-Ouest                    | Portes de France-Thionville    |
| 57679      | 57385       | Tritteling-Redlach          | 513                              | 6,00          | 89               | Faulquemont                                                              | Forbach-Boulay-Moselle Boulay-Moselle          | District Urbain de Faulquemont |
| 57680      | 57870       | Troisfontaines              | 1259                             | 12,85         | 98               | Phalsbourg Sarrebourg                                                    | Sarrebourg-Château-Salins Sarrebourg           | Sarrebourg Moselle Sud         |
| 57681      | 57320       | Tromborn                    | 333                              | 6,13          | 55               | Bouzonville                                                              | Forbach-Boulay-Moselle Boulay-Moselle          | Houve-Pays Boulageois          |
| 57682      | 57560       | Turquestein-Blancrupt       | 11                               | 30,04         | 0                | Phalsbourg Lorquin                                                       | Sarrebourg-Château-Salins Sarrebourg           | Sarrebourg Moselle Sud         |
| 57683      | 57270       | Uckange                     | 7001                             | 5,56          | 1'246            | Fameck Florange                                                          | Thionville Thionville-Ouest                    | Val de Fensch                  |
| 57684      | 57660       | Vahl-Ebersing               | 497                              | 6,29          | 82               | Sarralbe Grostenquin                                                     | Forbach-Boulay-Moselle Forbach                 | Saint-Avold Synergie           |
| 57685      | 57670       | Vahl-lès-Bénestroff         | 146                              | 8,97          | 17               | Le Saulnois Albestroff                                                   | Sarrebourg-Château-Salins Boulay-Moselle       | Saulnois                       |
| 57686      | 57380       | Vahl-lès-Faulquemont        | 245                              | 6,18          | 40               | Faulquemont                                                              | Forbach-Boulay-Moselle Boulay-Moselle          | District Urbain de Faulquemont |
| 57270      | 57260       | Val-de-Bride                | 518                              | 11,12         | 52               | Le Saulnois Dieuze                                                       | Sarrebourg-Château-Salins Boulay-Moselle       | Saulnois                       |
| 57687      | 57340       | Vallerange                  | 211                              | 6,64          | 32               | Sarralbe Grostenquin                                                     | Forbach-Boulay-Moselle Forbach                 | Saint-Avold Synergie           |
| 57689      | 57970       | Valmestroff                 | 352                              | 3,78          | 83               | Metzervisse                                                              | Thionville Thionville-Est                      | Arc Mosellan                   |
| 57690      | 57730       | Valmont                     | 2951                             | 9,24          | 327              | Saint-Avold Saint-Avold-1                                                | Forbach-Boulay-Moselle Forbach                 | Saint-Avold Synergie           |
| 57691      | 57220       | Valmunster                  | 82                               | 3,14          | 27               | Boulay-Moselle                                                           | Forbach-Boulay-Moselle Boulay-Moselle          | Houve-Pays Boulageois          |
| 57692      | 57340       | Vannecourt                  | 69                               | 9,55          | 8                | Le Saulnois Château-Salins                                               | Sarrebourg-Château-Salins Boulay-Moselle       | Saulnois                       |
| 57693      | 57070       | Vantoux                     | 818                              | 2,45          | 336              | Le Pays messin Montigny-lès-Metz                                         | Metz Metz-Campagne                             | Eurométropole de Metz          |
| 57694      | 57070       | Vany                        | 473                              | 3,10          | 141              | Le Pays messin Montigny-lès-Metz                                         | Metz Metz-Campagne                             | Eurométropole de Metz          |
| 57695      | 57220       | Varize-Vaudoncourt          | 501                              | 13,87         | 38               | Boulay-Moselle                                                           | Forbach-Boulay-Moselle Boulay-Moselle          | Houve-Pays Boulageois          |
| 57696      | 57880       | Varsberg                    | 972                              | 4,15          | 232              | Boulay-Moselle                                                           | Forbach-Boulay-Moselle Boulay-Moselle          | Warndt                         |
| 57697      | 57560       | Vasperviller                | 320                              | 1,54          | 205              | Phalsbourg Lorquin                                                       | Sarrebourg-Château-Salins Sarrebourg           | Sarrebourg Moselle Sud         |
| 57698      | 57580       | Vatimont                    | 307                              | 8,13          | 39               | Faulquemont                                                              | Forbach-Boulay-Moselle Boulay-Moselle          | District Urbain de Faulquemont |
| 57700      | 57320       | Vaudreching                 | 486                              | 4,69          | 107              | Bouzonville                                                              | Forbach-Boulay-Moselle Boulay-Moselle          | Bouzonvillois-Trois Frontières |
| 57701      | 57130       | Vaux                        | 786                              | 6,63          | 122              | Les Coteaux de Moselle Ars-sur-Moselle                                   | Metz Metz-Campagne                             | Eurométropole de Metz          |
| 57702      | 57170       | Vaxy                        | 169                              | 5,31          | 32               | Le Saulnois Château-Salins                                               | Sarrebourg-Château-Salins Boulay-Moselle       | Saulnois                       |
| 57703      | 57370       | Veckersviller               | 230                              | 4,79          | 49               | Sarrebourg Fénétrange                                                    | Sarrebourg-Château-Salins Sarrebourg           | Sarrebourg Moselle Sud         |
| 57704      | 57920       | Veckring                    | 651                              | 6,65          | 98               | Metzervisse                                                              | Thionville Thionville-Est                      | Arc Mosellan                   |
| 57705      | 57220       | Velving                     | 204                              | 4,71          | 44               | Boulay-Moselle                                                           | Forbach-Boulay-Moselle Boulay-Moselle          | Houve-Pays Boulageois          |
| 57706      | 57260       | Vergaville                  | 537                              | 13,17         | 42               | Le Saulnois Dieuze                                                       | Sarrebourg-Château-Salins Boulay-Moselle       | Saulnois                       |
| 57707      | 57130       | Vernéville                  | 676                              | 9,18          | 71               | Les Coteaux de Moselle Ars-sur-Moselle                                   | Metz Metz-Campagne                             | Eurométropole de Metz          |
| 57708      | 57420       | Verny                       | 2056                             | 3,90          | 501              | Faulquemont Verny                                                        | Metz Metz-Campagne                             | Sud Messin                     |
| 57709      | 57370       | Vescheim                    | 306                              | 1,81          | 171              | Phalsbourg                                                               | Sarrebourg-Château-Salins Sarrebourg           | Pays de Phalsbourg             |
| 57711      | 57670       | Vibersviller                | 384                              | 13,02         | 32               | Le Saulnois Albestroff                                                   | Sarrebourg-Château-Salins Boulay-Moselle       | Saulnois                       |
| 57712      | 57630       | Vic-sur-Seille              | 1325                             | 19,50         | 66               | Le Saulnois Vic-sur-Seille                                               | Sarrebourg-Château-Salins Boulay-Moselle       | Saulnois                       |
| 57713      | 57635       | Vieux-Lixheim               | 249                              | 6,45          | 38               | Sarrebourg Fénétrange                                                    | Sarrebourg-Château-Salins Sarrebourg           | Sarrebourg Moselle Sud         |
| 57715      | 57420       | Vigny                       | 386                              | 5,83          | 65               | Le Saulnois Verny                                                        | Metz Metz-Campagne                             | Sud Messin                     |
| 57716      | 57640       | Vigy                        | 1541                             | 17,07         | 102              | Le Pays messin Vigy                                                      | Metz Metz-Campagne                             | Haut Chemin-Pays de Pange      |
| 57717      | 57340       | Viller                      | 173                              | 7,27          | 26               | Sarralbe Grostenquin                                                     | Forbach-Boulay-Moselle Forbach                 | Saint-Avold Synergie           |
| 57718      | 57530       | Villers-Stoncourt           | 222                              | 10,57         | 21               | Faulquemont Pange                                                        | Metz Metz-Campagne                             | Haut Chemin-Pays de Pange      |
| 57719      | 57340       | Villers-sur-Nied            | 81                               | 4,25          | 19               | Le Saulnois Delme                                                        | Sarrebourg-Château-Salins Boulay-Moselle       | Saulnois                       |
| 57720      | 57550       | Villing                     | 514                              | 4,93          | 100              | Bouzonville                                                              | Forbach-Boulay-Moselle Boulay-Moselle          | Houve-Pays Boulageois          |
| 57721      | 57370       | Vilsberg                    | 347                              | 5,00          | 69               | Phalsbourg                                                               | Sarrebourg-Château-Salins Sarrebourg           | Pays de Phalsbourg             |
| 57723      | 57340       | Virming                     | 295                              | 10,77         | 27               | Le Saulnois Albestroff                                                   | Sarrebourg-Château-Salins Boulay-Moselle       | Saulnois                       |
| 57724      | 57185       | Vitry-sur-Orne              | 2929                             | 7,61          | 397              | Hayange Moyeuvre-Grande                                                  | Thionville Thionville-Ouest                    | Pays Orne Moselle              |
| 57725      | 57670       | Vittersbourg                | 336                              | 7,13          | 49               | Le Saulnois Albestroff                                                   | Sarrebourg-Château-Salins Boulay-Moselle       | Saulnois                       |
| 57726      | 57580       | Vittoncourt                 | 389                              | 9,51          | 40               | Faulquemont                                                              | Forbach-Boulay-Moselle Boulay-Moselle          | District Urbain de Faulquemont |
| 57727      | 57590       | Viviers                     | 122                              | 7,20          | 17               | Le Saulnois Delme                                                        | Sarrebourg-Château-Salins Boulay-Moselle       | Saulnois                       |
| 57749      | 57320       | Vœlfling-lès-Bouzonville    | 159                              | 2,90          | 54               | Bouzonville                                                              | Forbach-Boulay-Moselle Boulay-Moselle          | Houve-Pays Boulageois          |
| 57728      | 57580       | Voimhaut                    | 252                              | 4,02          | 63               | Faulquemont                                                              | Forbach-Boulay-Moselle Boulay-Moselle          | District Urbain de Faulquemont |
| 57730      | 57220       | Volmerange-lès-Boulay       | 553                              | 5,96          | 95               | Boulay-Moselle                                                           | Forbach-Boulay-Moselle Boulay-Moselle          | Houve-Pays Boulageois          |
| 57731      | 57330       | Volmerange-les-Mines        | 2284                             | 12,92         | 176              | Yutz Cattenom                                                            | Thionville Thionville-Est                      | Cattenom et Environs           |
| 57732      | 57720       | Volmunster                  | 774                              | 14,91         | 52               | Bitche Volmunster                                                        | Sarreguemines                                  | Pays de Bitche                 |
| 57733      | 57940       | Volstroff                   | 2074                             | 12,22         | 166              | Metzervisse                                                              | Thionville Thionville-Est                      | Arc Mosellan                   |
| 57734      | 57560       | Voyer                       | 449                              | 4,48          | 102              | Phalsbourg Lorquin                                                       | Sarrebourg-Château-Salins Sarrebourg           | Sarrebourg Moselle Sud         |
| 57736      | 57640       | Vry                         | 629                              | 15,08         | 41               | Le Pays messin Vigy                                                      | Metz Metz-Campagne                             | Haut Chemin-Pays de Pange      |
| 57737      | 57420       | Vulmont                     | 31                               | 3,09          | 10               | Le Saulnois Verny                                                        | Metz Metz-Campagne                             | Sud Messin                     |
| 57738      | 57720       | Waldhouse                   | 350                              | 6,58          | 62               | Bitche Volmunster                                                        | Sarreguemines                                  | Pays de Bitche                 |
| 57739      | 57320       | Waldweistroff               | 521                              | 7,73          | 65               | Bouzonville Sierck-les-Bains                                             | Thionville Thionville-Est                      | Bouzonvillois-Trois Frontières |
| 57740      | 57480       | Waldwisse                   | 804                              | 11,74         | 69               | Bouzonville Sierck-les-Bains                                             | Thionville Thionville-Est                      | Bouzonvillois-Trois Frontières |
| 57741      | 57720       | Walschbronn                 | 392                              | 10,11         | 43               | Bitche Volmunster                                                        | Sarreguemines                                  | Pays de Bitche                 |
| 57742      | 57870       | Walscheid                   | 1467                             | 38,35         | 39               | Phalsbourg Sarrebourg                                                    | Sarrebourg-Château-Salins Sarrebourg           | Sarrebourg Moselle Sud         |
| 57743      | 57370       | Waltembourg                 | 232                              | 1,40          | 174              | Phalsbourg                                                               | Sarrebourg-Château-Salins Sarrebourg           | Pays de Phalsbourg             |
| 57745      | 57200       | Wiesviller                  | 908                              | 8,83          | 105              | Sarreguemines Sarreguemines-Campagne                                     | Sarreguemines                                  | Sarreguemines Confluences      |
| 57746      | 57430       | Willerwald                  | 1519                             | 6,31          | 245              | Sarreguemines Sarralbe                                                   | Sarreguemines                                  | Sarreguemines Confluences      |
| 57747      | 57635       | Wintersbourg                | 260                              | 3,95          | 68               | Phalsbourg                                                               | Sarrebourg-Château-Salins Sarrebourg           | Pays de Phalsbourg             |
| 57748      | 57905       | Wittring                    | 741                              | 8,09          | 95               | Sarreguemines Sarreguemines-Campagne                                     | Sarreguemines                                  | Sarreguemines Confluences      |
| 57750      | 57200       | Wœlfling-lès-Sarreguemines  | 697                              | 6,24          | 115              | Sarreguemines Sarreguemines-Campagne                                     | Sarreguemines                                  | Sarreguemines Confluences      |
| 57751      | 57140       | Woippy                      | 14.394                           | 14,58         | 961              | Le Sillon mosellan Woippy                                                | Metz Metz-Campagne                             | Eurométropole de Metz          |
| 57752      | 57915       | Woustviller                 | 2822                             | 10,97         | 272              | Sarralbe Sarreguemines-Campagne                                          | Sarreguemines                                  | Sarreguemines Confluences      |
| 57753      | 57170       | Wuisse                      | 62                               | 14,56         | 4                | Le Saulnois Château-Salins                                               | Sarrebourg-Château-Salins Boulay-Moselle       | Saulnois                       |
| 57754      | 57630       | Xanrey                      | 110                              | 7,81          | 14               | Le Saulnois Vic-sur-Seille                                               | Sarrebourg-Château-Salins Boulay-Moselle       | Saulnois                       |
| 57755      | 57590       | Xocourt                     | 99                               | 4,88          | 20               | Le Saulnois Delme                                                        | Sarrebourg-Château-Salins Boulay-Moselle       | Saulnois                       |
| 57756      | 57830       | Xouaxange                   | 316                              | 5,16          | 60               | Phalsbourg Sarrebourg                                                    | Sarrebourg-Château-Salins Sarrebourg           | Sarrebourg Moselle Sud         |
| 57757      | 57970       | Yutz                        | 17.497                           | 13,97         | 1'227            | Yutz                                                                     | Thionville Thionville-Est                      | Portes de France-Thionville    |
| 57759      | 57340       | Zarbeling                   | 67                               | 3,87          | 16               | Le Saulnois Dieuze                                                       | Sarrebourg-Château-Salins Boulay-Moselle       | Saulnois                       |
| 57760      | 57905       | Zetting                     | 856                              | 6,94          | 122              | Sarreguemines Sarreguemines-Campagne                                     | Sarreguemines                                  | Sarreguemines Confluences      |
| 57761      | 57370       | Zilling                     | 281                              | 3,58          | 75               | Phalsbourg                                                               | Sarrebourg-Château-Salins Sarrebourg           | Pays de Phalsbourg             |
| 57762      | 57690       | Zimming                     | 711                              | 7,87          | 90               | Faulquemont Boulay-Moselle                                               | Forbach-Boulay-Moselle Boulay-Moselle          | District Urbain de Faulquemont |
| 57763      | 57260       | Zommange                    | 44                               | 6,34          | 7                | Le Saulnois Dieuze                                                       | Sarrebourg-Château-Salins Boulay-Moselle       | Saulnois                       |
| 57764      | 57330       | Zoufftgen                   | 1271                             | 16,70         | 75               | Yutz Cattenom                                                            | Thionville Thionville-Est                      | Cattenom et Environs           |

## Veränderungen im Gemeindebestand seit 2015

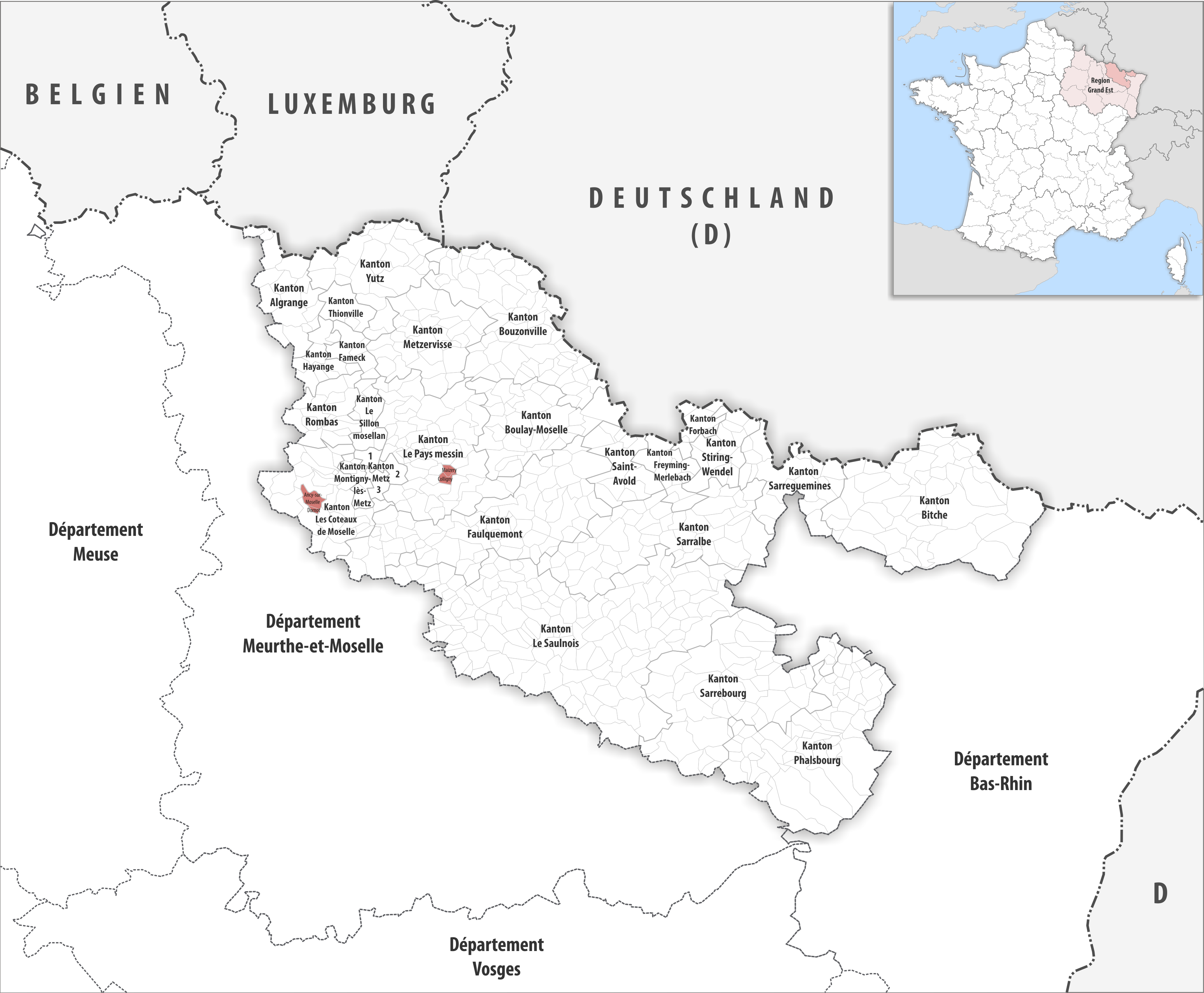
Gemeinden bis 2015
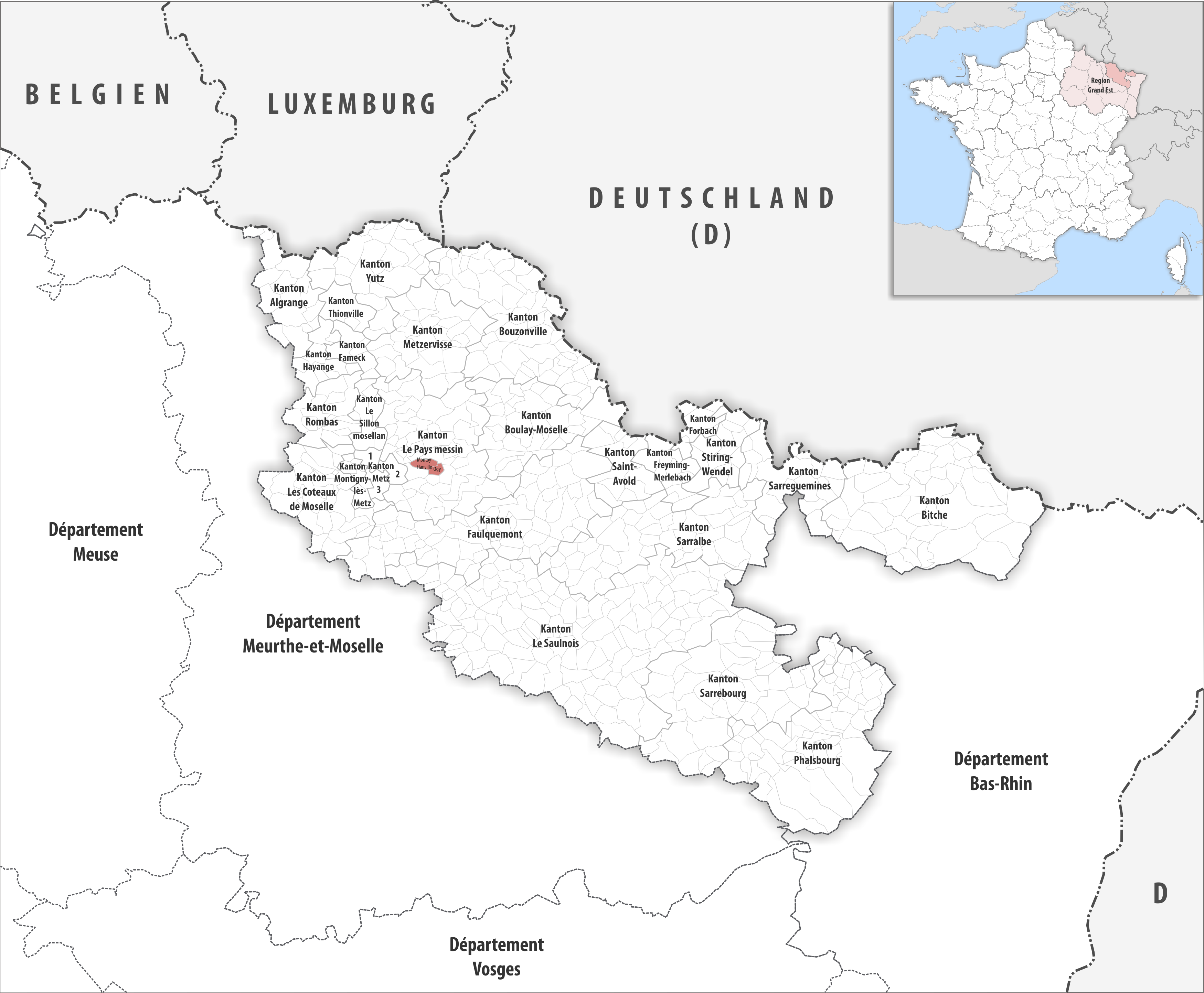
Gemeinden bis 2016
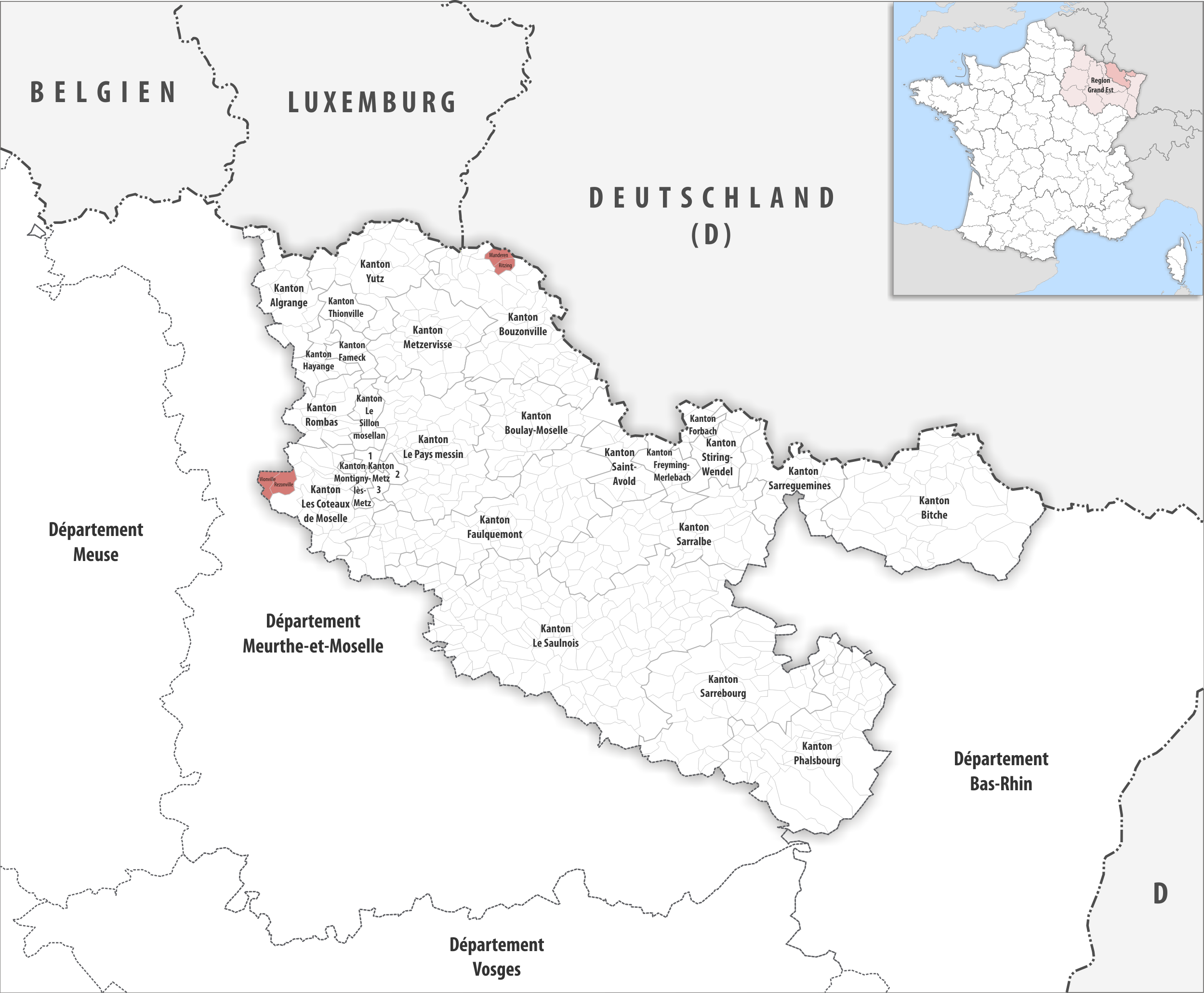
Gemeinden bis 2018

2019:
- Fusion Manderen und Ritzing → Manderen-Ritzing
- Fusion Rezonville und Vionville → Rezonville-Vionville

2017:
- Fusion Ogy und Montoy-Flanville → Ogy-Montoy-Flanville

2016:
- Fusion Ancy-sur-Moselle und Dornot → Ancy-Dornot
- Fusion Colligny und Maizery → Colligny-Maizery